# Château de Prague
 (novembre 2012).
Pour l’article homonyme, voir Château de Prague (timbre).
Le château de Prague (en tchèque : Pražský hrad) est le château où les rois de Bohême, les empereurs du Saint-Empire romain germanique, les présidents de la République tchécoslovaque, puis de la Tchéquie, siègent ou ont siégé. Les joyaux de la couronne de Bohême y sont conservés. Le Livre Guinness des records l'a classé comme étant le plus grand château ancien du monde ; il a en effet une emprise au sol de 570 mètres de long sur 130 de large.
Situé sur la colline d'Opyš (cs) et dominant la Vieille Ville de Prague et Malá Strana, cet ensemble monumental émerge d'une couronne de jardins et de toits et déploie sa longue façade horizontale d'où jaillissent les tours de la cathédrale Saint-Guy et de la basilique Saint-Georges.

## Toponymie

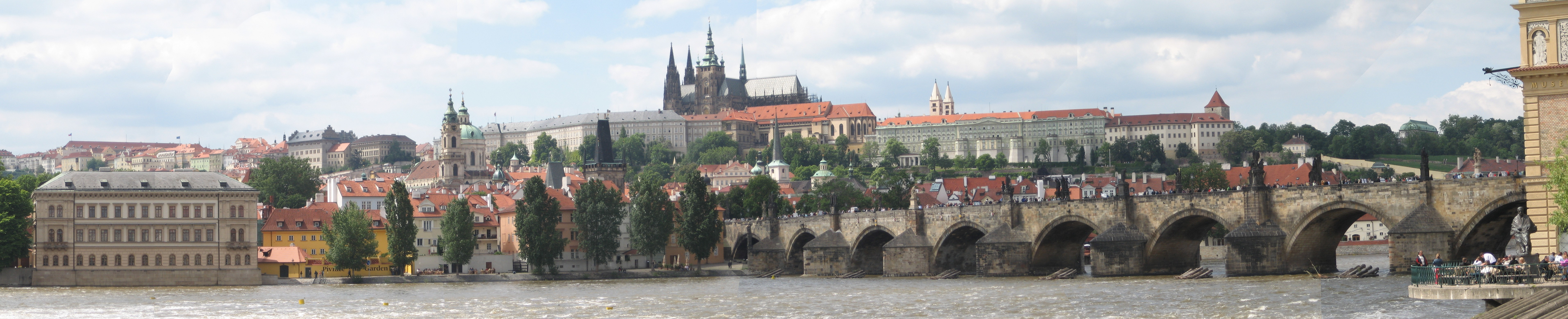
Le château vu depuis la Vieille Ville de Prague avec le pont Charles au premier plan qui enjambe la Vltava.

En tchèque, hrad signifie « château ». On retrouve, dans les langues slaves, ce mot sous d'autres formes, comme gorod, grod, grad, horod et signifiant alors ville, bourg, dans les toponymes de Hradec Králové (« la ville de la reine »), Volgograd (« la ville de la Volga »), Novgorod (« la nouvelle ville »), Oujhorod (« la ville sur l'Ouj »), Grodna, Graz (en Autriche), etc.
Le Hradčany (Hradschin en allemand) désigne le quartier du château de Prague qui domine Malá Strana (le Petit Quartier, au sud du château, sur la même rive gauche de la Vltava) et Staré Město (la Vieille Ville, sur la rive droite en face du château). Il comporte nombre d’églises et de palais Renaissance et baroque (entre autres), les nobles cherchant la proximité du pouvoir. Par métonymie, le Hradschin désigne souvent « le château » lui-même.

## Histoire

### Les débuts
Le château de Prague occupe un oppidum, colline naturellement fortifiée dont les défenses naturelles sont renforcées par la présence humaine, habité dès le néolithique. Des fouilles archéologiques ont révélé la présence d'un habitat de la culture de la céramique cordée et de l'âge du cuivre. En tout état de cause, il a fallu attendre jusqu'aux années 1980 pour infirmer la croyance selon laquelle l'église Notre-Dame, fondée peu après 885 par Bořivoj Ier de Bohême, marquait la première trace tangible de l'homme sur ce lieu naturellement fortifié. Cette croyance, ce mythe dira-t-on, n'est pas neutre puisqu'elle soutiendrait la prééminence temporelle des Tchèques (peuple slave) au château, symbole du pouvoir, qui domine, de sa masse imposante, la capitale, Prague et par suite toute la Bohême, niant par conséquent une possible présence antérieure franque (donc allemande) sur les lieux. Rappelons que l'une des premières sources historiques concernant les Tchèques mentionnent qu'ils se choisirent pour roi un Franc, Samo de Bohême.
En 1928, l’archéologue Ivan Borkovský découvre, sous la troisième cour du château, la tombe d’un guerrier richement dotée (épée de fer, hache, arc, carquois et flèches, rasoir et bouclier de bois) datant de la deuxième moitié du IXe siècle, preuve qu’une élite y aurait été présente avant qu’avec le duc Spytihněv, les Přemyslides n’en fassent leur résidence.
Toujours est-il que la première trace écrite concernant le château est le fait de Cosmas de Prague, un moine qui écrit les Chronica Boemorum peu après l’an mil et mentionne qu’« autrefois » un autel païen logeait au point le plus élevé de l’oppidum. Sur cet emplacement, une église est édifiée par Venceslas, elle est dédiée à Saint Guy, saint patron des Saxons, signant ainsi l’orientation politique, culturelle et religieuse de l’État tchèque naissant. Dans la mesure où l’autel païen mentionné par Cosmas était, toujours selon ce dernier, consacré à Žiži, une déesse dont le nom évoque la vie (život en tchèque), il n’est pas interdit de voir également, dans cette dédication de la première cathédrale des souverains de Bohême à Saint Guy (Vitus en latin, Vít en tchèque, nom qui se rapporte à vita, la « vie »), un geste empreint de syncrétisme.

### Le palais ducal puis royal des Přemyslides
Le site du château présente des défenses naturelles, des pentes abruptes vers Malá Strana au sud et vers la Fosse aux Cerfs au nord qui en font un endroit facilement défendable. Seul le front ouest monte en pente douce vers le Hradschin. Spytihněv y fait creuser un fossé profond de 30 mètres et large de 24 à l’endroit de l’actuelle Première Cour et de la place du Hradschin. Un pont-levis défend l’accès du château qui est par ailleurs entouré d’une palissade de bois. Une rue pavée rejoint les portes ouest et est.

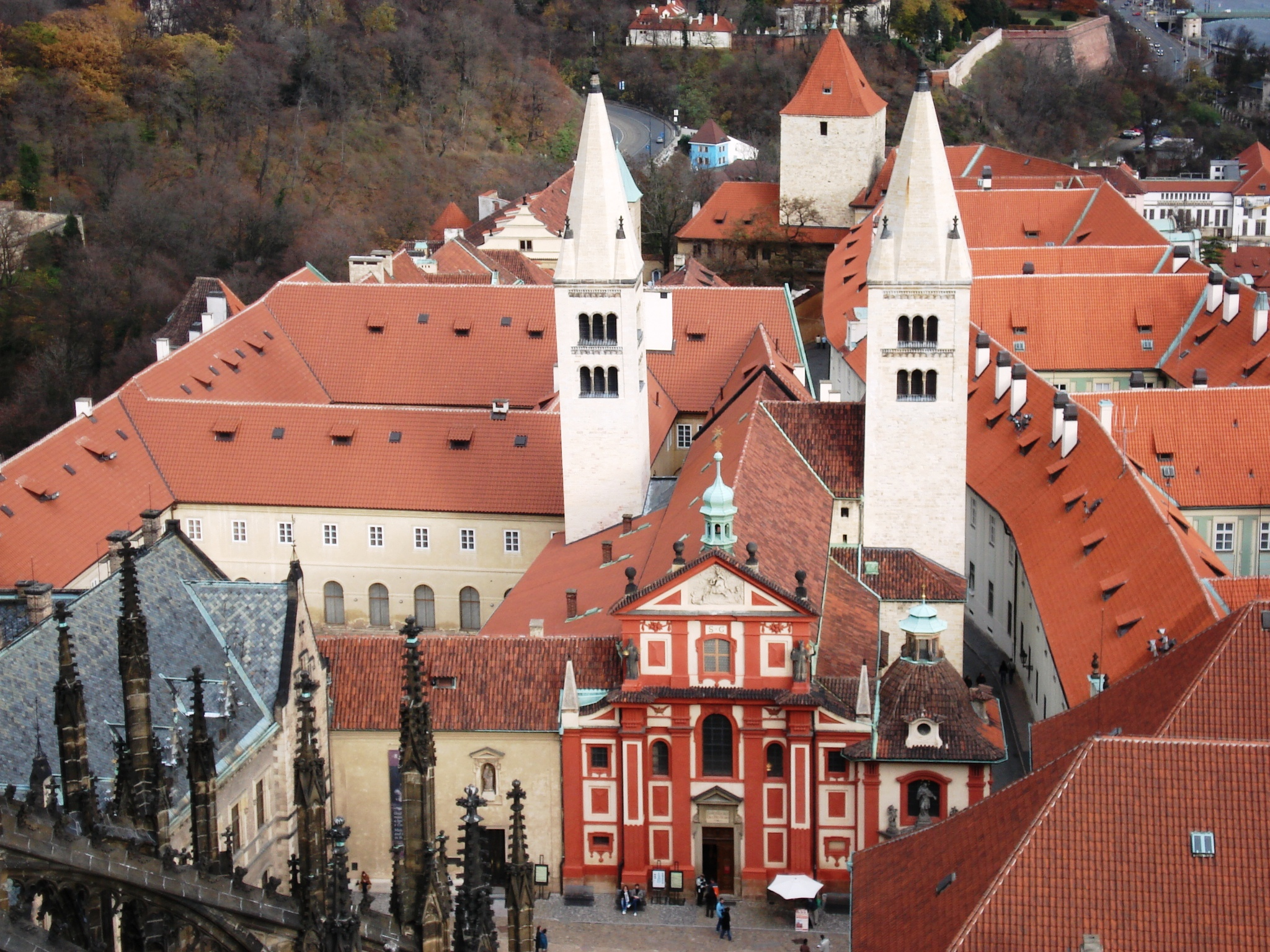
Tours romanes, façade baroque et cloître de l’église Saint-Georges.

#### Le cloître Saint-Georges
Sous le règne de Vratislav Ier, une deuxième église, la basilique Saint-Georges, est édifiée, elle est dédiée à saint Georges et sert d’église principale du château jusqu’en 973. C’est une église romane à une nef, orientée est-ouest dans l’axe général du château. Elle est surmontée de deux tours situées au niveau du chœur. En 973, un couvent bénédictin lui est adjoint. Boleslav II entreprend par la suite une reconstruction totale de l’église qui comporte désormais trois nefs. Elle sert de chapelle mortuaire pour les membres de la dynastie régnante. Spytihněv II lui adjoint deux tours construites au niveau du chœur.
Bien plus tard, la basilique Saint-Georges se voit ajouter une façade baroque. On y donne, de nos jours, régulièrement des concerts de musique classique alors que le cloître attenant fait partie de la Galerie nationale et héberge les collections d’art Renaissance et baroque.

#### Le premier palais de pierre
En 1067, Vratislav II, alors en conflit avec son frère Jaromír, évêque de Prague, décide du transfert du siège ducal du château de Prague vers celui de Vyšehrad, une autre forteresse distante de près de 3 km à vol d’oiseau et située au sud de la Vieille Ville de Prague sur l'autre rive. Néanmoins, les travaux ne cessent pas au château, les murs de défense en bois sont remplacés par des murailles de pierre et trois portes y donnent accès : la Porte Noire à l’est, la Porte Blanche à l’ouest et la Porte Sud qui donne un accès latéral. Il faut attendre 1140 et le règne de Vladislav II pour que les ducs de Bohême décident de siéger à nouveau au château.
À cette époque, la pierre est réservée pour les constructions militaires et religieuses. Le palais ducal est donc en bois. Il faut attendre Spytihněv II pour qu’une première construction en pierre voie le jour.
Ottokar II est l’un des souverains européens les plus importants de son temps. Les mines d’argent de Kutná Hora expliquent cela et elles lui donnent aussi les moyens de reconstruire le palais royal (les ducs de Bohême ont le titre de roi et prince-électeur du Saint Empire depuis Ottokar Ier) et les fortifications : à l’ouest, le fossé est étendu et, à l’est, l’accès par la Porte Noire est condamné.

### Le siège impérial des Luxembourg
La dynastie des Přemyslides s’éteint avec Venceslas III, mort sans héritier. La couronne de Bohême (et les riches mines d’argent de Kutná Hora) passent par alliance à Jean de Luxembourg, le fils de l’empereur Henri VII, qui a épousé Elisabeth Přemysl, fille de Venceslas II et sœur de Venceslas III. C’est surtout leur fils, Charles IV, roi de Bohème et empereur d'Allemagne, qui apporte des changements radicaux au château dont les embellissements reflètent l’âge d’or que vit alors la Bohême. Outre l’attention portée à l’édification de la cathédrale, Charles IV fait édifier la chapelle de Tous-les-Saints, dans le prolongement du palais impérial, où repose saint Procope de Sázava.

#### La cathédrale Saint-Guy

Tour sud et Porte d’Or de la cathédrale.

À l’origine de la cathédrale, il y a le présent fait aux environs de l’an 925, par le roi de Francie orientale, Henri l’Oiseleur au duc Venceslas Ier, une relique de Saint Vit et que celui-ci place dans une église en forme de rotonde qu’il fait édifier à cet effet sur un lieu de culte païen.
Lorsqu’en 973, Prague est élevée au rang d’évêché, c’est cette rotonde, plutôt que l’église Saint-Georges qui est celle des ducs de Bohême, qui est choisie par le nouvel évêque pour y abriter sa chaire, le trône épiscopal. En 1060, une basilique romane à trois nefs s’élève à la place de la rotonde originelle ; construite sur ordre de Spytihněv II, elle est en pierre blanche, sa nef fait 70 mètres de long et l’admiration de ses contemporains.
Le 30 avril 1344, Prague est élevée au rang d’archevêché par le pape Clément VI et sous l’impulsion du roi Jean, la construction d’une cathédrale métropolitaine est entreprise le 21 novembre de la même année. Mathieu d’Arras en est l’architecte (1344-52) puis Peter Parler (1356-99). Comme pour nombre de cathédrales, le chantier s’étale sur plusieurs siècles; celui de la Cathédrale de Prague ne s’achève qu’en 1929. Mathieu d’Arras conçoit une église dans la tradition des grandes cathédrales du nord de la France, en s’inspirant probablement du plan de la cathédrale Saint-Just-et-Saint-Pasteur de Narbonne. Peter Parler apporte de nombreuses innovations, faisant par exemple du triforium un élément autonome qui, au lieu du buter sur les piliers, se brise et les contourne pour créer un mouvement ondulatoire sur toute la longueur de la nef.
À la mort de Parléř, ses fils prennent la tête du chantier mais, en 1420, les guerres hussites mettent un terme à la construction. Elle ne reprend qu’en 1560, après le grand incendie qui a ravagé Malá Strana et le château, avec l’architecte Bonifác Wohlmut qui coiffe la Tour sud d’un bulbe renaissance à tourelles d’angles. En 1770, Nicolò Pacassi reconstruit la Tour sud incendiée par la foudre et la surmonte d’un toit baroque en forme de bulbe.
C’est entre 1861 et 1929, avec le voûtement de la nef et construction de la façade ouest et de ses tours néogothiques que la cathédrale est finalement achevée. Le pouvoir impérial s’est désintéressé de Prague et c’est essentiellement grâce à une souscription populaire lié au mouvement de la "Renaissance tchèque" que le chantier est achevé, à temps pour célébrer le millénaire de saint Venceslas qui la fonda et qui lui donne aussi partiellement son nom.

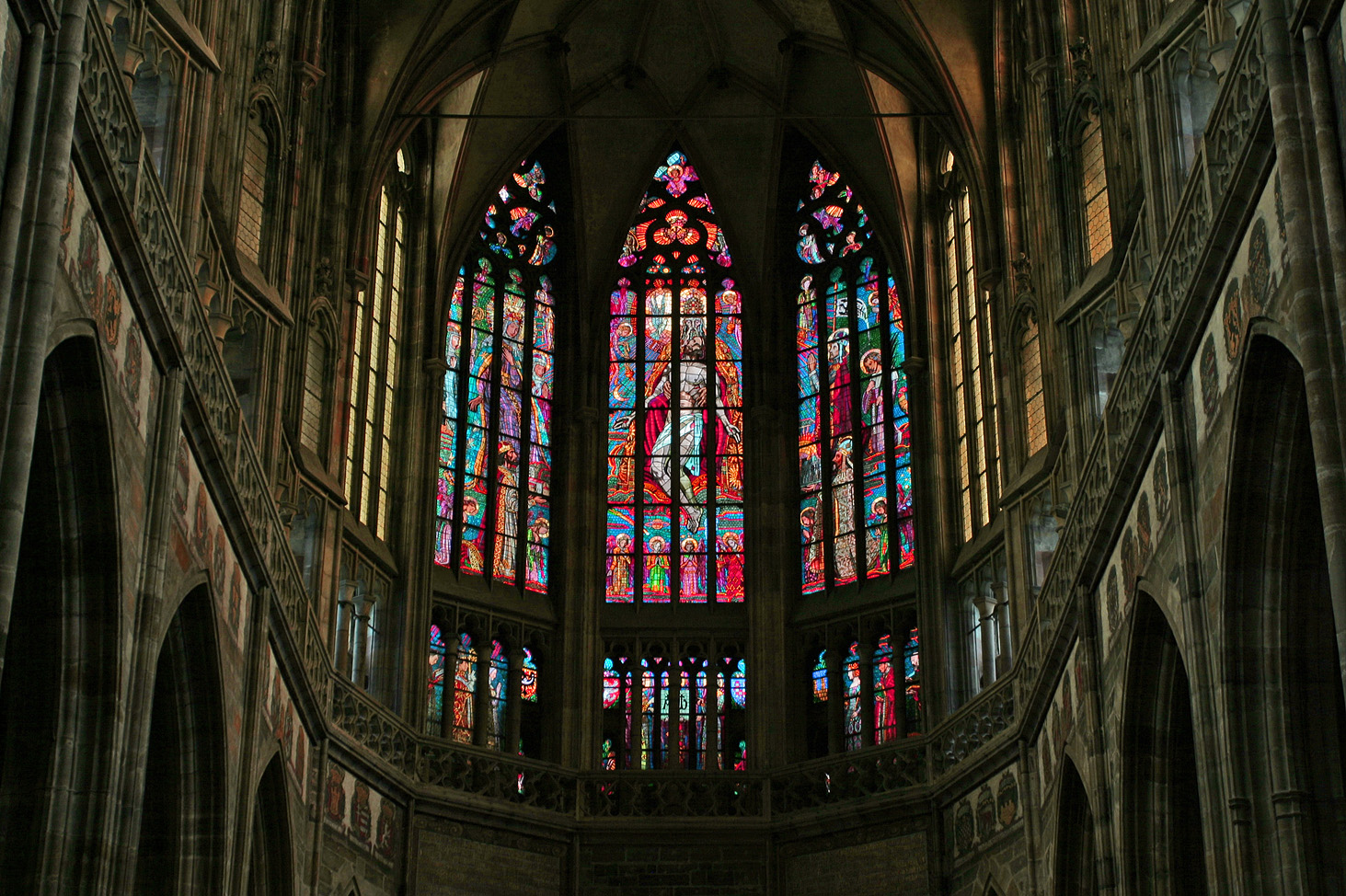
Chœur de la cathédrale Saint-Guy.

#### Chapelles et chefs-d’œuvre de la cathédrale
Les vitraux ont été réalisés d'après les esquisses des peintres et graveurs tchèques les plus célèbres du moment dont Max Švabinský, František Kysela, Alfons Mucha, Cyril Bouda, Karel Svolinský et bien d'autres. L'œuvre de Mucha de style Art Nouveau tardif représente La Légende de Cyrille et Méthode (1931). Outre ce fameux vitrail, on remarque les autres réalisés pour la plupart dans les années 1930, et de style bien différent.
La chapelle funéraire de saint Venceslas est ornée de peintures murales représentant la vie du saint sur la partie haute et d’un parement de pierres semi-précieuses sur la partie basse. Elle contient le tombeau du saint.
La crypte funéraire des rois de Bohême renferme les tombeaux de Charles IV du Saint-Empire et ses trois épouses, de Venceslas Ier du Saint-Empire et de son frère Jean de Görlitz, de Georges de Poděbrady, de Rodolphe II du Saint-Empire et d'autres membres de la famille impériale du Saint-Empire ou royale de Bohême.
Le tombeau en argent de saint Jean Népomucène (1736) sur un projet de Fischer von Erlach.

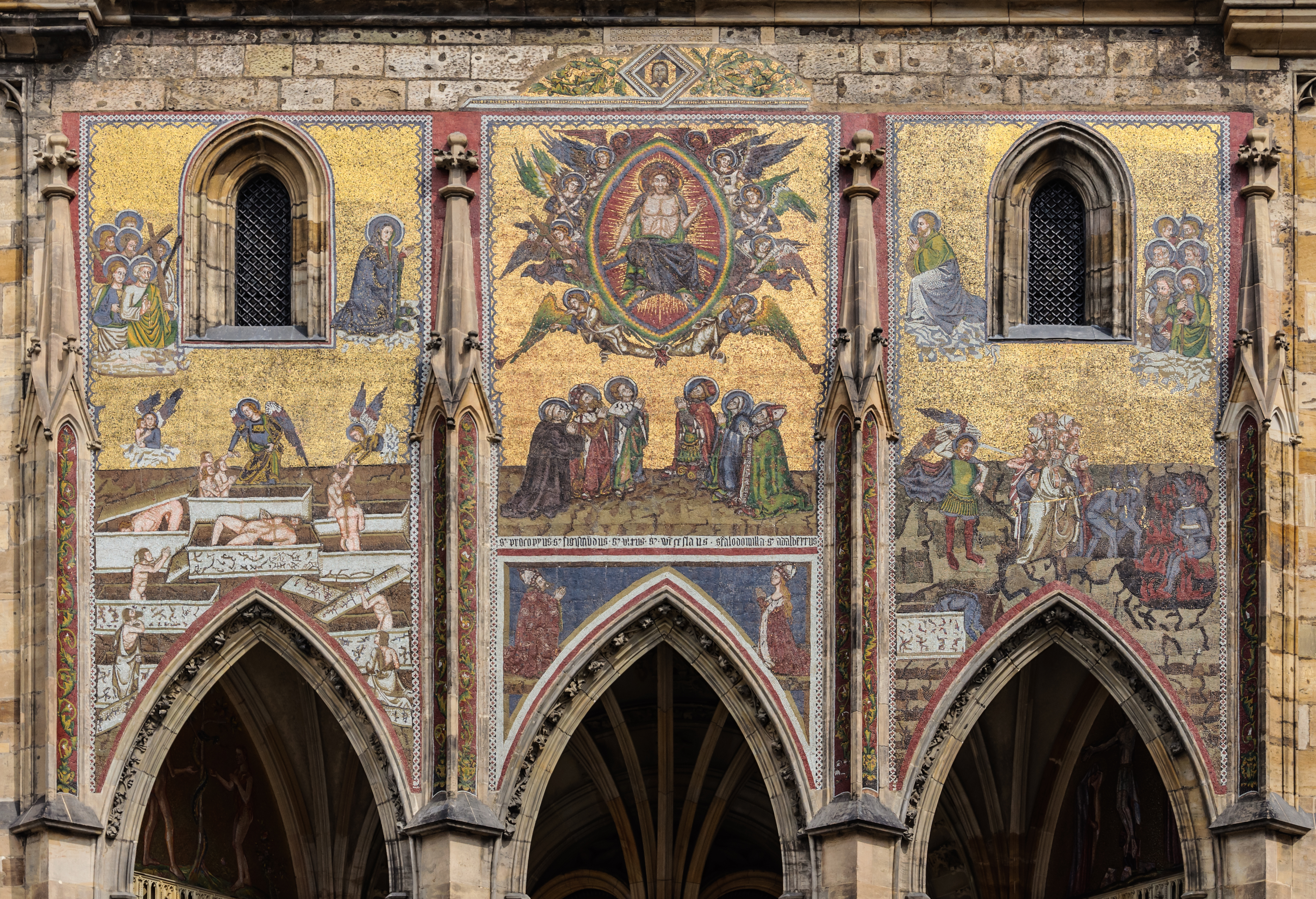
Mosaïque du tympan de la Porte d'Or : le Jugement dernier.

 La Porte d’Or est un portail aux nervures dédoublées qui forment des triangles curvilignes. Elle est surmontée d'une mosaïque, œuvre d'artisans vénitiens en quartz, calcédoine et carreaux de verre de Bohême, représentant Le Jugement dernier et datant du règne de Charles IV. Derrière cette mosaïque se trouve la « chambre du trésor » où sont entreposés les joyaux de la Couronne de Bohême.
La Tour sud présente une base gothique et un toit baroque, sa fenêtre médiane est ornée d’une grille Renaissance d’une extraordinaire finesse. Haute de 96 m, on y admire le panorama sur le château et la ville.
La croix monumentale  en bois dans le bas-côté gauche derrière la nouvelle sacristie a été sculptée par František Bílek en 1899.

### La Renaissance habsbourgeoise

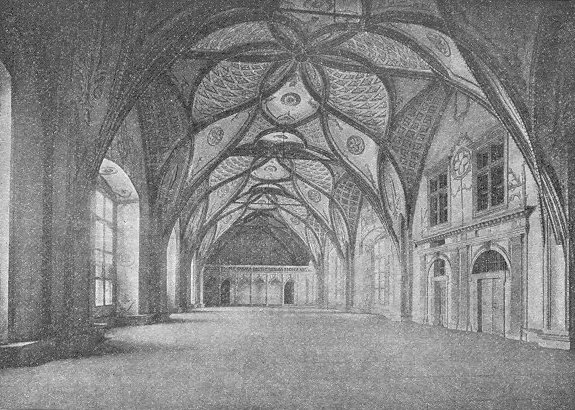
Salle Vladislav à la fin du XIXe siècle.

À la fin du Moyen Âge, le château est abandonné par les rois de Bohême et empereurs du Saint-Empire qui lui préfèrent, dans la Vieille Ville de Prague, un Palais royal plus moderne à l'emplacement de l'actuelle Maison municipale. Il est construit, en 1380, sur ordre de Venceslas IV et sert pendant un siècle, de 1383 à 1484, de résidence principale aux rois de Bohême successifs, Sigismond Ier, Ladislas le Posthume et Georges de Poděbrady avant que Vladislas IV Jagellon ne réintègre le château et ne le dote d’ouvrages prestigieux en style gothique flamboyant où commence à se sentir l’influence de la Renaissance italienne. On lui doit ainsi la salle Vladislav, l’escalier des Cavaliers (1500), la deuxième cour et le Palais Louis.
La salle Vladislav (1490-1502), œuvre de l’architecte Benedikt Rejt, est un pur exemple d’architecture civile du gothique flamboyant avec ses voûtes ogivales à nervures entrecroisées qui ont perdu leur rôle structurel pour n’être plus que décoratives au service d’une dynamique spatiale. Les voûtes gothiques contrastent avec les fenêtres à meneau dont la modénature est typiquement Renaissance.
Adjacent à la salle Vladislav, le Palais Louis (1502) prend son nom du fils de Vladislav Jagellon. Il deviendra célèbre par la défenestration de Prague (1618) qui s'y déroule et met le feu aux poudres dans l’Europe de la Réforme. Sous ses fenêtres, dans les jardins sur le rempart, deux obélisques marquent le lieu de la chute des dignitaires impériaux.
Ce palais des rois de Bohême est par la suite abandonné par les Habsbourg qui lui préfèrent les bâtiments ouest et les jardins au nord. Tombé en désaffectation, il servit même d’entrepôt.
Après le grand incendie qui, en 1541, ravage Malá Strana et une partie du château, de nombreux bâtiments sont à relever ; on doit à Ferdinand Ier et Rodolphe II le Belvédère, la salle de la Diète, la maison du Jeu de Paume, la galerie Rodolphe et la Salle espagnole. Après la mort de Rodolphe II, le château cesse d’être résidence impériale et entre en léthargie; la capitale impériale sera désormais Vienne.
La Salle espagnole (Španělský Sal) est réputée pour ses proportions grandioses et ses décorations en stuc doré. Le qualificatif d’« espagnol » se réfère essentiellement à la cour de Rodolphe qui hérite du pesant cérémonial de la cour d’Espagne et si cette salle est édifiée, c’est essentiellement pour satisfaire aux désirs de pompe et de grandeur de l’empereur. Tout ce qui est luxueux ou « à la mode » acquiert le statut d’« espagnol » dans la cité impériale qu’est alors Prague. La Salle espagnole est modifiée plusieurs fois au cours de l’histoire, la dernière modification date de 1868 pour le couronnement de l’empereur François-Joseph (qui n’eut pas lieu) ; elle lui a donné son style néo-rococo qu’on lui connaît désormais, œuvre des architectes Heinrich von Ferstel et Ferdinand Kirschner.
La porte Mathias est une porte monumentale qui sépare la première et deuxième cour du château, à l’emplacement des anciens remparts. Composée comme un arc de triomphe romain, elle est considérée comme le plus ancien élément d'architecture baroque à Prague. Selon l'inscription sur son fronton, la porte a été achevée en 1614 sous le règne de Mathias Ier, mais le champ d'inscription étant en stuc, alors que le reste de la porte est en pierre, il est probable que la porte ait été réalisée quelques années auparavant sur ordre de Rodolphe II et qu'il ait confié sa réalisation à l'architecte d'origine italienne Giovanni Maria Filippi (cs).

#### Le belvédère de la reine Anne et les jardins royaux

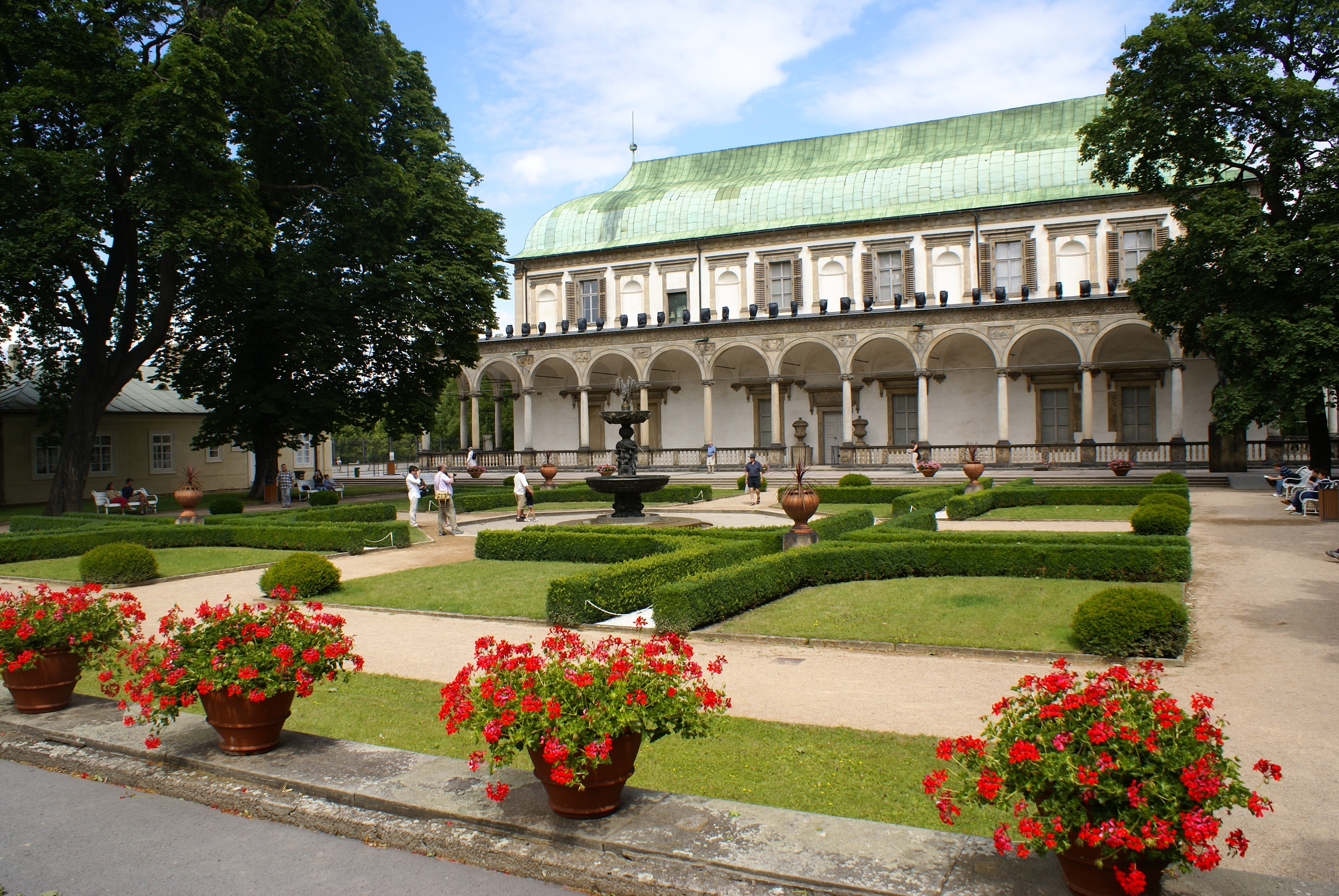
Le belvédère et la Fontaine chantante dans les jardins royaux.

Le Palais d’été royal (Královský létohradek) dit aussi Belvédère de la reine Anne (Belvedér Královny Anny) est édifié en 1537 pour Anne Jagellon, reine de Bohême et épouse de Ferdinand Ier. Œuvre de Paolo della Stella, c’est l’expression la plus pure de l’architecture de la Renaissance italienne en Europe centrale. Le rez-de-chaussée est entouré d’une loggia richement décorée dont les proportions rappellent celle des portiques de Brunelleschi. L’étage supérieur est un ajout postérieur (1569) dû à Bonifác Wohlmut et abrite une salle de bal sous une splendide toiture carénée.
Les jardins du château sont ornés d’une « fontaine chantante » (les gouttes d’eau en tombant dans les vasques de bronze les font résonner) dessinée en 1568 par Francesco Terzio et réalisée par le fondeur de Brno, Tomáš Jaroš. À l’origine, ces jardins sont un lieu d’acclimatation de plantes exotiques, un champ de tir et un lieu de réception en plein air.
Un pavillon du Jeu de paume s'y trouve. Orné de splendides sgraffites sur une façade traitée en portique, il est l’œuvre de l’architecte Bonifác Wohlmut (1569).

### Le château baroque
L’architecte d’origine française Jean-Baptiste Mathey édifie, vers 1680, les écuries qui servent aujourd’hui de salles d’exposition temporaire.
De 1740 à 1780, sous l’égide de Marie-Thérèse, reine de Bohême, Anselmo Lurago entreprend la refonte du château dont les différents bâtiments sont intégrés derrière d’austères façades baroques. La Première cour, dite Cour d’honneur, est ajoutée devant la Porte de Mathias, délimitée par une monumentale grille rococo qui la sépare de la place du Hradčany et rythmée par des statues de géants en lutte, sculptées par Ignác Platzer. Dans la troisième cour, Nicolò Pacassi édifie le bâtiment dit « municipal » qui fait face à la Cathédrale.

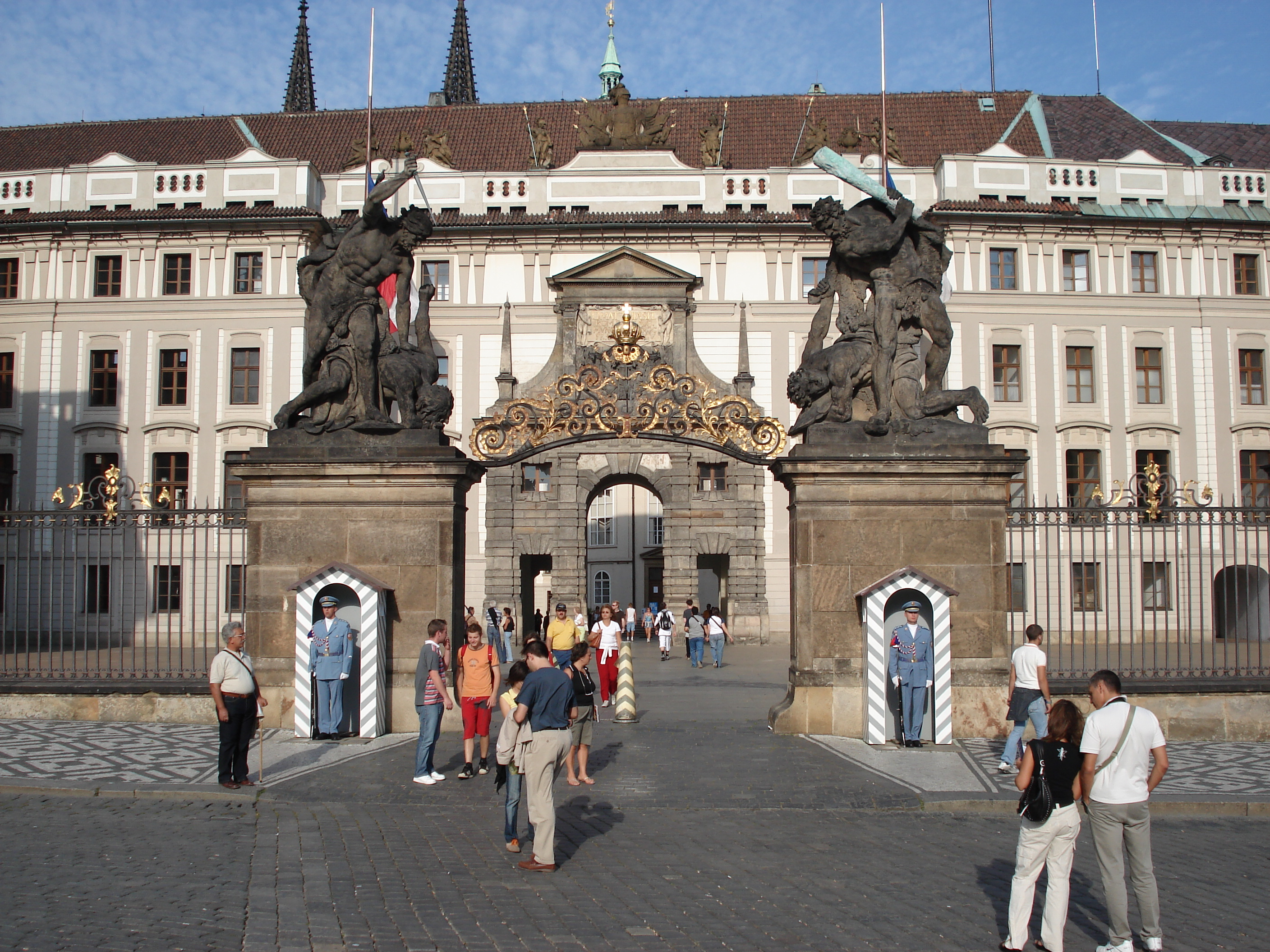
Entrée principale sur la place du Hradčany.
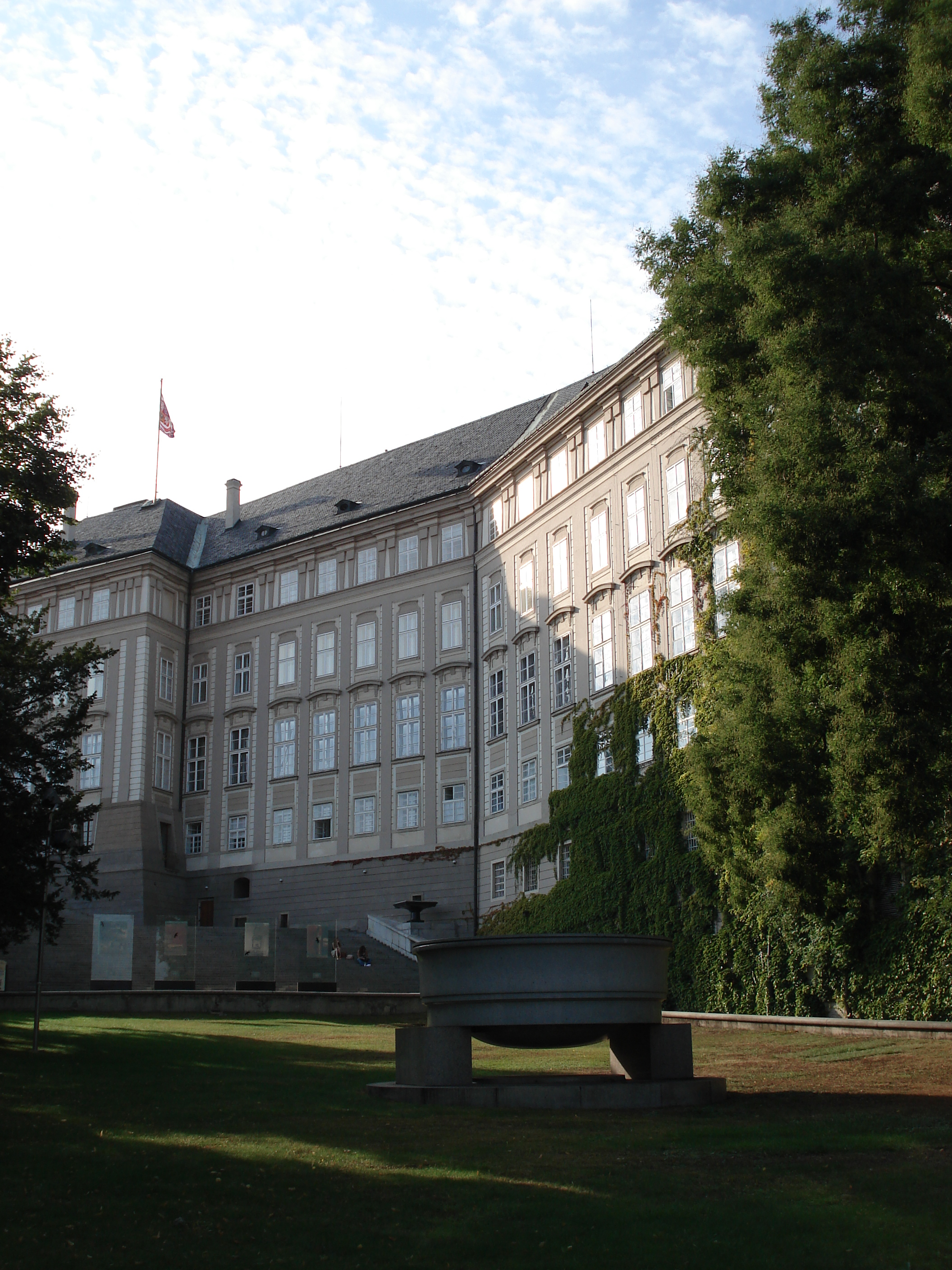
Façade thérésienne sur Malá Strana.
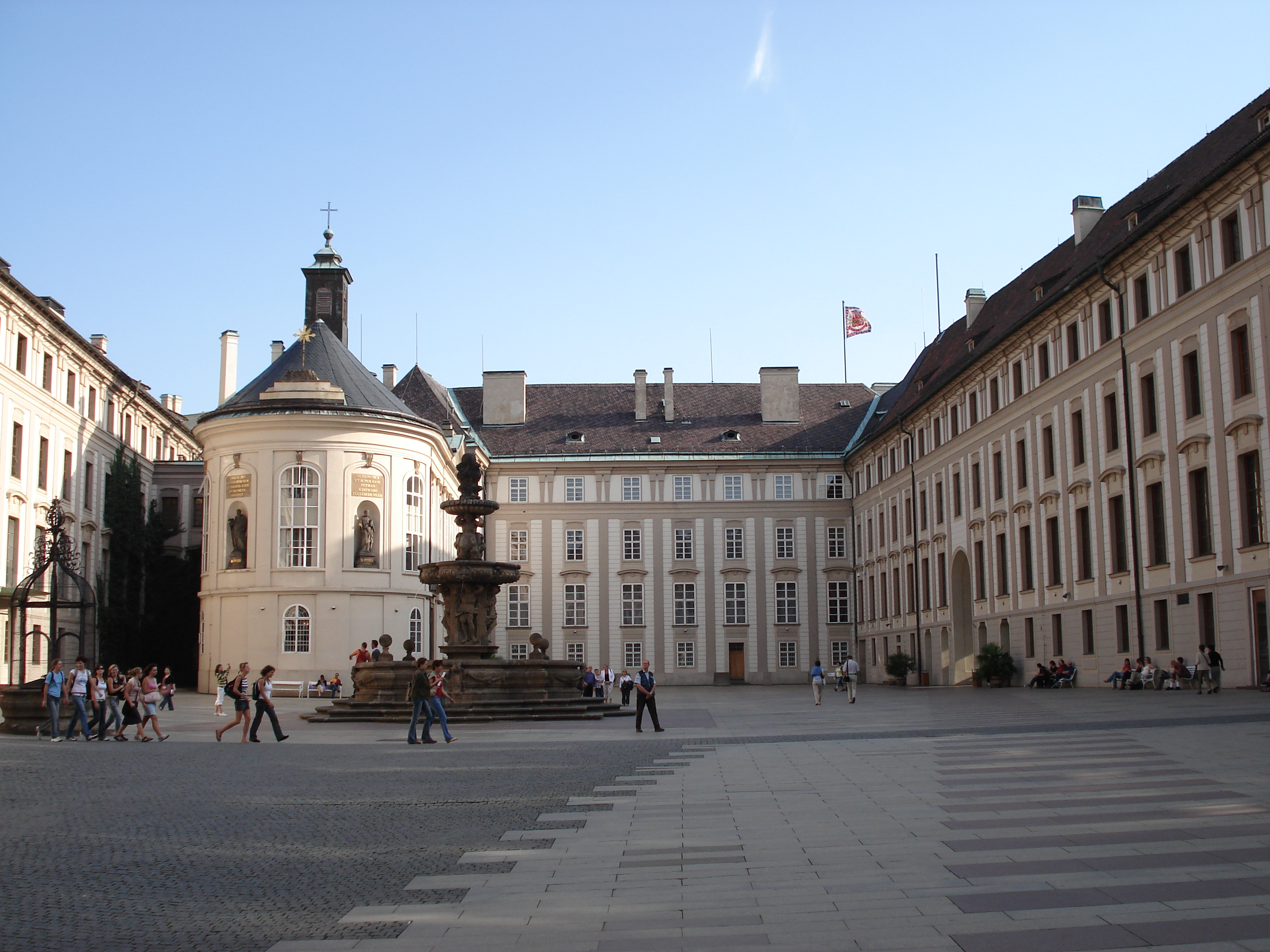
Deuxième Cour intérieure.
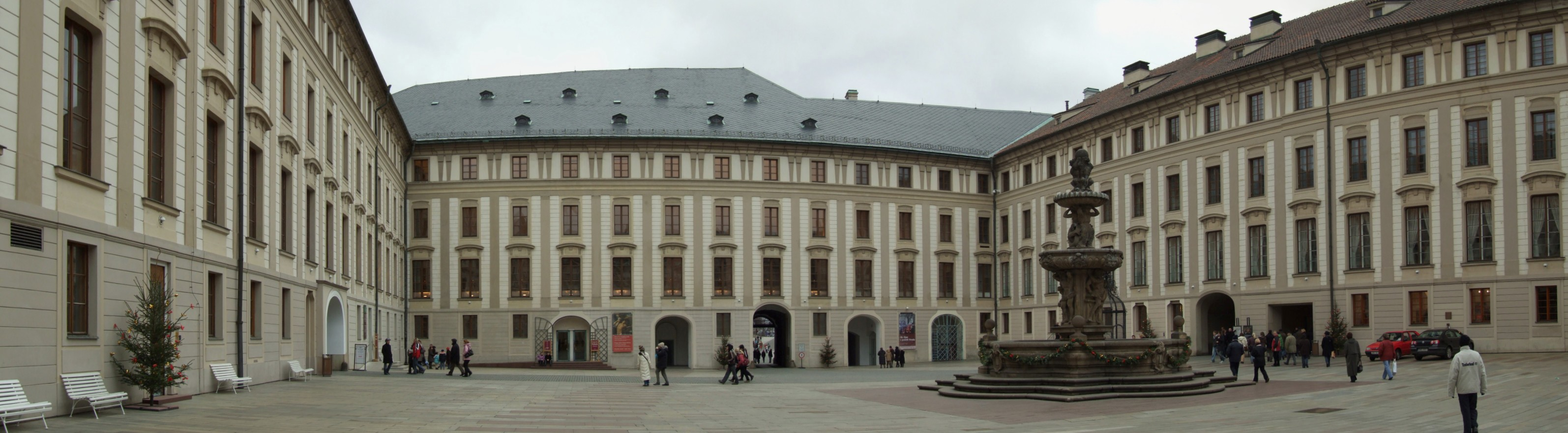
Deuxième Cour intérieure.
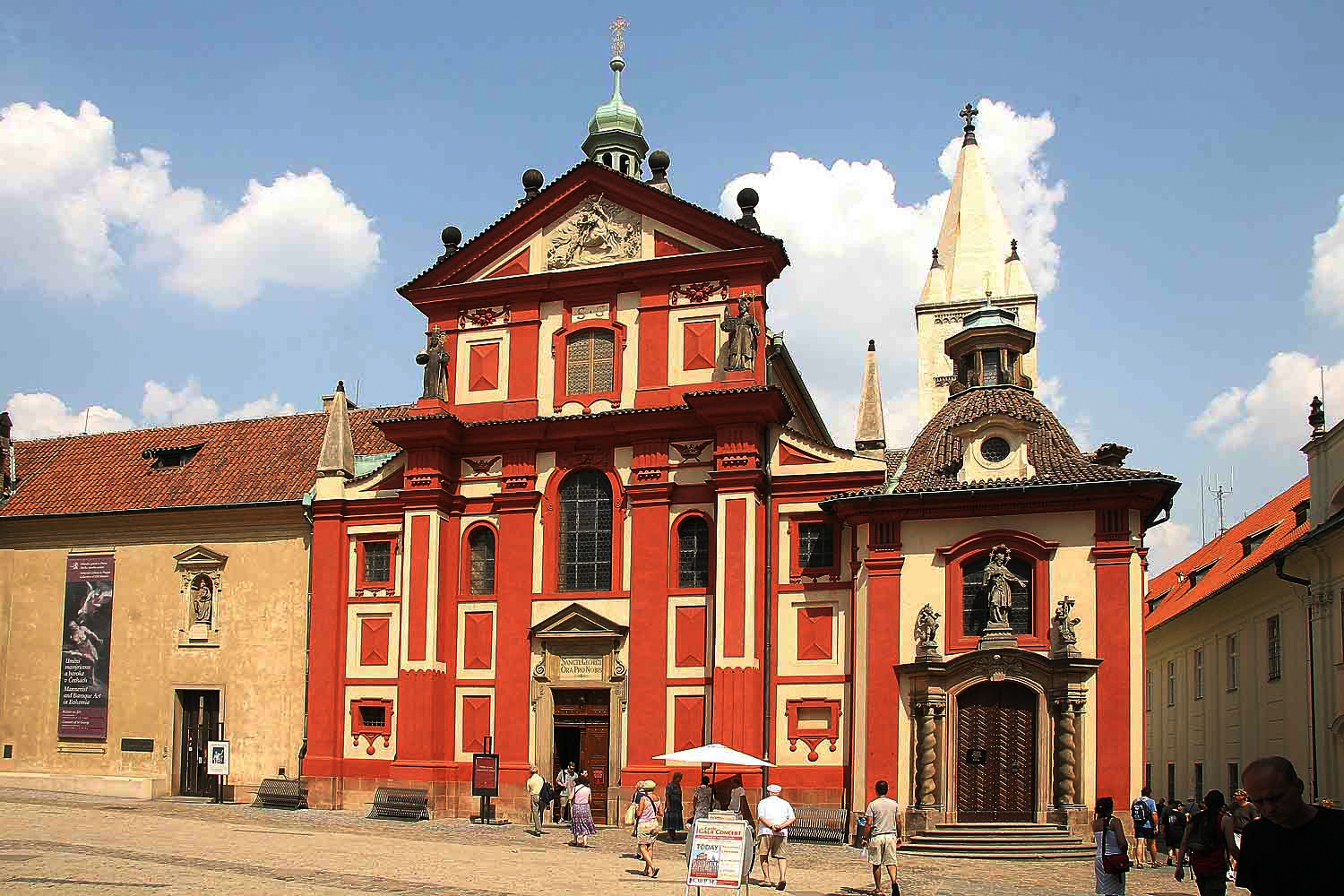
La façade baroque polychrome de la basilique romane St-Georges est achevée en 1680.

À la suite de la Révolution de 1830 et de son abdication, Charles X de France y passe quelques années de son exil. Tout d'abord exilé en Écosse, il profite des liens étroits avec les Habsbourg et devient leur invité au château, qui n'est alors guère plus qu'une caserne et le siège du vice-gouverneur. Il arrive le 25 octobre 1832, entre 17 et 18 heures et s'installe dans les chambres numéro 1 à 9, au deuxième étage. La méticulosité des fonctionnaires austro-hongrois nous renseigne également sur sa suite composé de son fils aîné Louis-Antoine, duc d'Angoulême, de l’épouse de celui-ci, Marie-Thérèse-Charlotte, fille du roi Louis XVI et de Marie Antoinette et d'une dizaine d'autres fidèles. Pendant l'été, Charles X et sa suite séjournent à une vingtaine de kilomètres de Prague, au château de Bustehrad. De nombreux français leur rendent visite pendant leur séjour en Bohême, dont Chateaubriand en mai 1833, puis en septembre 1833.
Le roi se lie d'amitié avec le prince de Rohan, Louis, émigré avec son père, Henri de Rohan après la Révolution française et installé en Bohême au château de Sychrov. Les Bourbons restent à Prague, jusqu'en mai 1836.
En 1848, c’est Ferdinand Ier d’Autriche qui prend la suite des souverains déchus qui habitent les murs du château : à la suite de son abdication après le Printemps des peuples, il choisit le château de Prague pour demeure. Dernier roi de Bohême couronné à Prague et l’un des rares Habsbourg « tchécophiles » avec Rodolphe II, il est affectueusement surnommé par les Tchèques Ferdinand le Débonnaire (Ferdinand Dobrotivý) quand les Autrichiens l’appellent Ferdinand der Gütige (Ferdinand le Bénin) et plus méchamment Gutinand der Fertige (jeu de mots intraduisible dont la meilleure approximation est Béni-oui-oui le Fini). Il y décède le 29 juin 1875.
Dès l’époque de Marie-Thérèse, on peut admirer ce pittoresque panorama qui, à l’exception de l’éclairage nocturne et des deux clochers de la façade ouest de la cathédrale, a très peu changé :

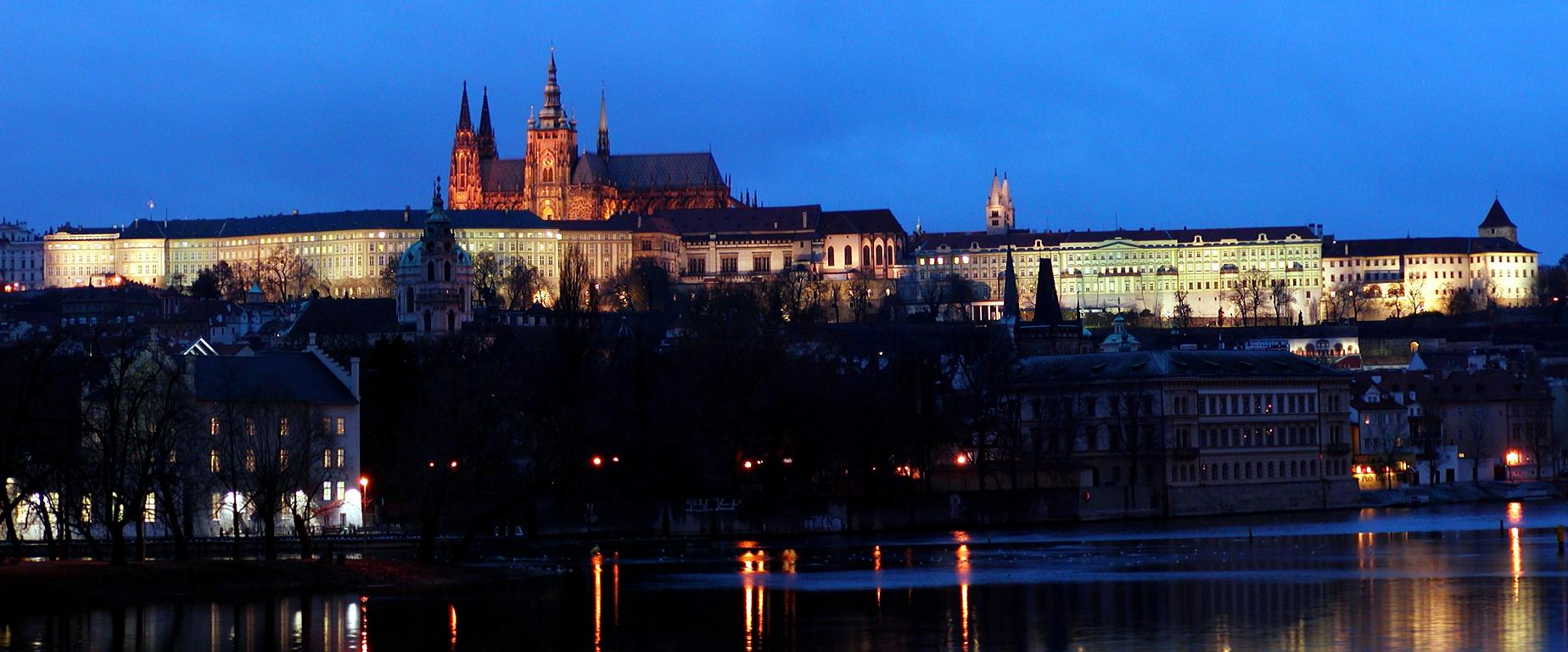
Façades du château vues depuis la Vieille Ville ; on distingue, de gauche à droite, l’aile thérésienne partiellement occultée par le dôme de Saint-Nicolas de Malá Strana et dominée par les toits de la cathédrale Saint-Guy, le palais Louis, les fenêtres Renaissance de la salle Vladislas, la chapelle de Tous-les-Saints, le palais Rožmberk dominé par les tours de Saint-Georges, le palais Lobkowicz en vert ; le toit pointu de la Tour noire finit la longue façade.

### Le palais présidentiel et les aménagements de la Première République

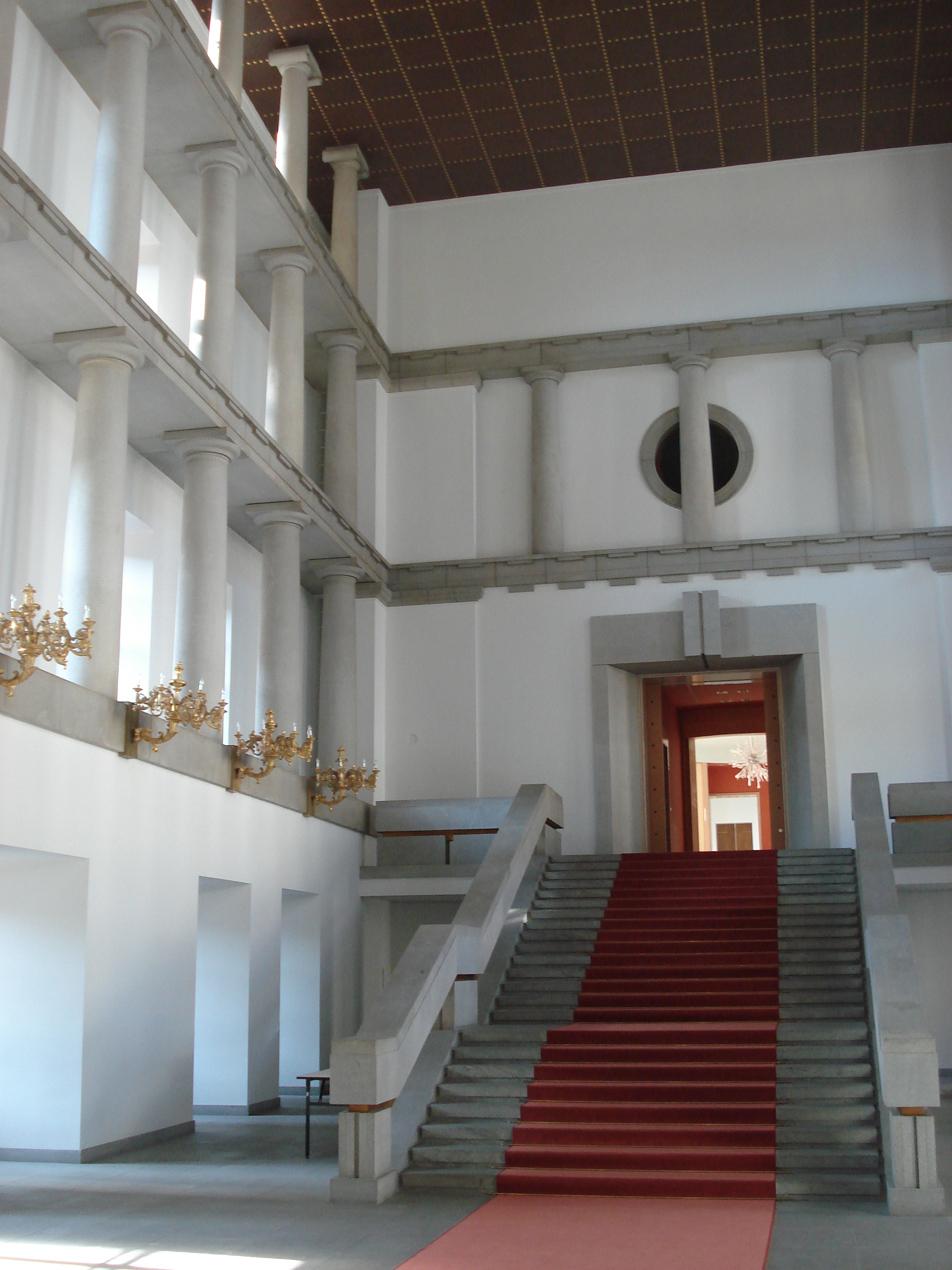
Péristyle de Jože Plečnik conduisant à la Salle espagnole.

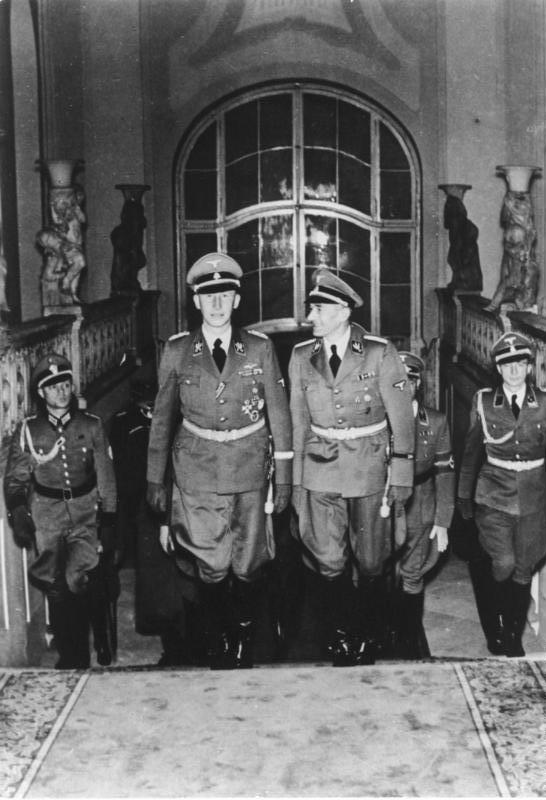
Heydrich (au centre gauche), « vice-gouverneur » de Bohême-Moravie arrivant au château en 1941, pour une visite au président sans pouvoir de la Seconde République, Emil Hácha.

Avec la création de la Première République tchécoslovaque, et le retour du pouvoir politique au château, il apparaît nécessaire d'y effectuer non seulement une restauration mais aussi de nouveaux aménagements. C’est l’architecte slovène, Jože Plečnik, que choisit pour ce faire le président Tomáš Masaryk; Plečnik, esprit original, n'est en effet ni un tenant du fonctionnalisme, ni un partisan des styles « historicistes », ce qui convient parfaitement aux conceptions politiques du président qui ne se veut ni conservateur, ni révolutionnaire.
L'architecte conçoit le nouveau pavage des cours intérieures, la résidence des présidents de la République et remodèle les jardins, en une modernité très personnelle, sans compromission mais qui intègre parfaitement l’héritage du passé. Même s'il est slave et issu d'un des pays de l'ancienne Autriche-Hongrie, Plečnik est cependant un étranger (il est professeur-invité à l’Académie des beaux-arts de Prague) et s'il est sélectionné sur la base d’un concours, ses choix esthétiques sont ensuite critiqués sur des bases en grande partie idéologiques ; ni les nazis, ni les communistes n'apprécient d'ailleurs ces aménagements, trop originaux et trop subtils. Masaryk et Plečnik ne voient pas tous leurs projets réalisés (celui de salle d’exposition dans les écuries du château ne voit le jour qu’en 1949, après-guerre et sous la direction du successeur de Plečnik, Pavel Janák).
À partir de la porte donnant sur la Première Cour, Plečnik crée un hall sur toute la hauteur du bâtiment qui rejoint la Salle espagnole. C’est un sévère péristyle ionique au plafond à caissons décorés de plaques de cuivre. Le mur du fond qui donne accès à la Salle espagnole est traité comme une entrée triomphale.
Dans l’aile sud, il aménage les appartements présidentiels distribués autour d’un grand impluvium. Citons le Salon des Dames, la bibliothèque du président Masaryk, outre diverses pièces d’habitation.

#### L'aménagement des cours
Dans la Première Cour (I. nádvoří), Plečnik fait ériger deux mâts monumentaux en pin de Moravie, refait le pavement et l'éclairage. Pour éviter aux dignitaires tchécoslovaques de passer sous la porte Mathias, symbole de l’oppression austro-hongroise, Plečnik perce deux portes de chaque côté (l’une donne sur le Hall et la Salle espagnole, l’autre sur les appartements présidentiels) et le pavage au sol en forme de « Y » (dont le pied part de la grille d’entrée et les branches se dirigent vers les portes latérales) souligne pour qui l’ignorerait, la symbolique spatiale de la cour.
Dans la Deuxième Cour (II. nádvoří), son intervention se limite à la réfection du pavage.
Plečnik nivelle en revanche la Troisième Cour (III. nádvoří), jusqu'alors en pente douce, accentuant ainsi la verticalité de la cathédrale ; il y érige un monolithe de granite (Zulový monolit) en mémoire des victimes de Première Guerre mondiale et surtout perce l'escalier du taureau (Býčí schodiště), un escalier à six volées à travers l'aile sud pour relier la cour aux jardins sur les remparts qu'il aménage en contrebas du château. Il conçoit un élégant baldaquin pour marquer l'entrée de cet escalier.

#### Les jardins de Jože Plečnik
Le « Jardin sur le Bastion » (Zahrada na baště), à l’emplacement d’un ancien bastion devenu obsolète dans l’angle nord-ouest du château, est articulé pour relier la Salle espagnole à la Première Cour. Plečnik compense le dénivelé en plaçant un escalier à deux volées semi-circulaires, l’une concave, l’autre convexe.

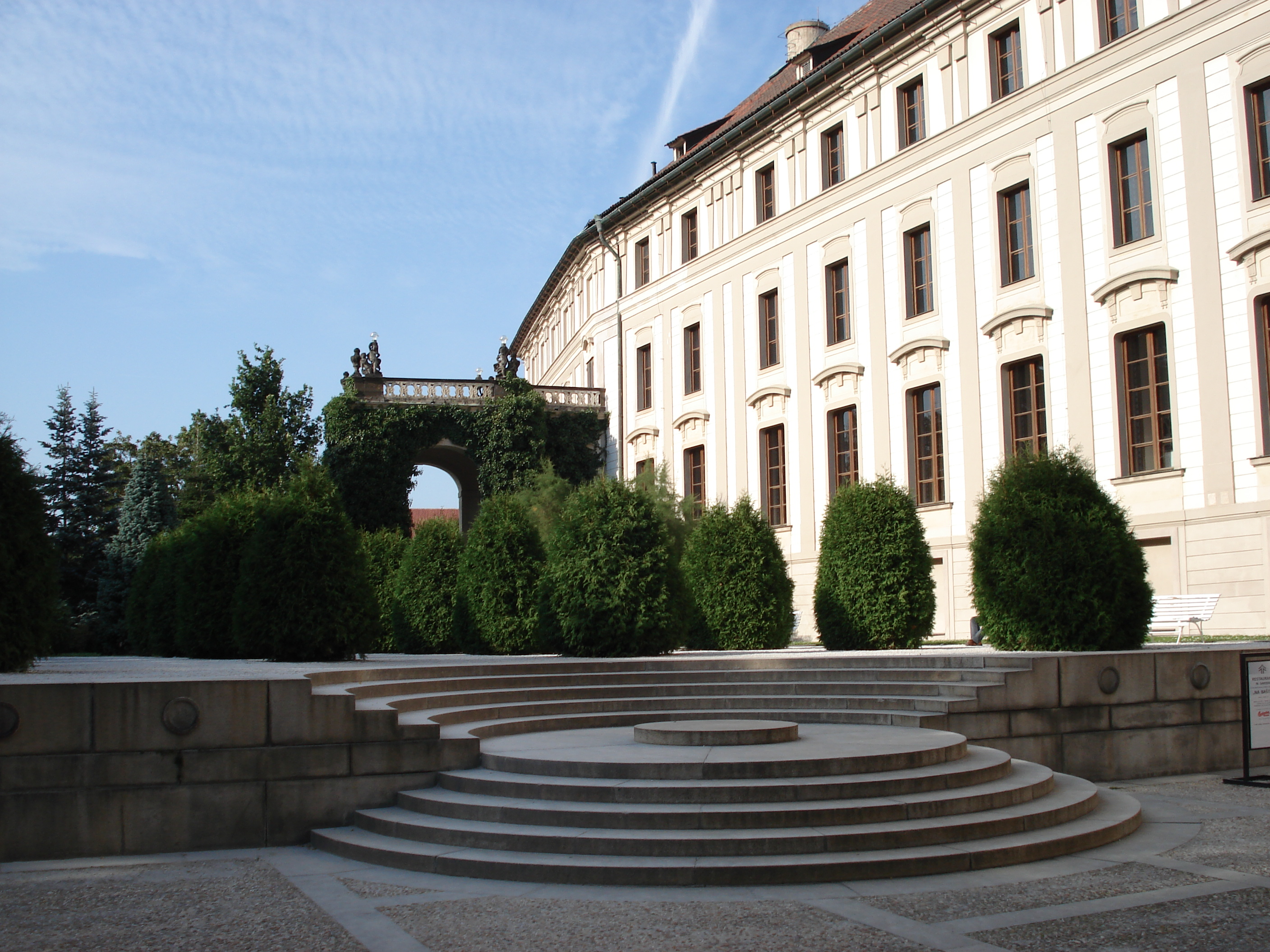
Le « Jardin sur le Bastion ».
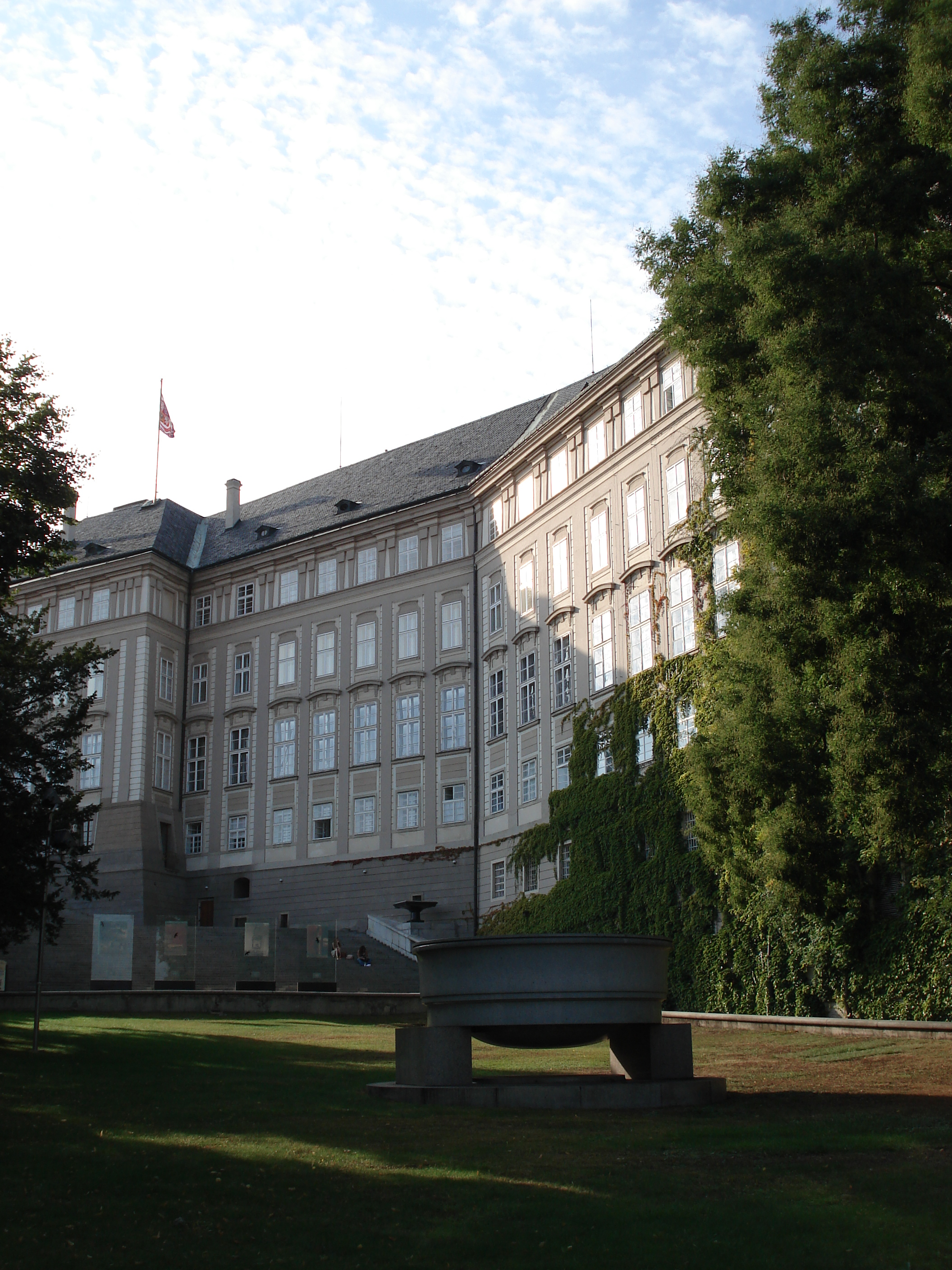
Vasque monolithique sur les remparts.
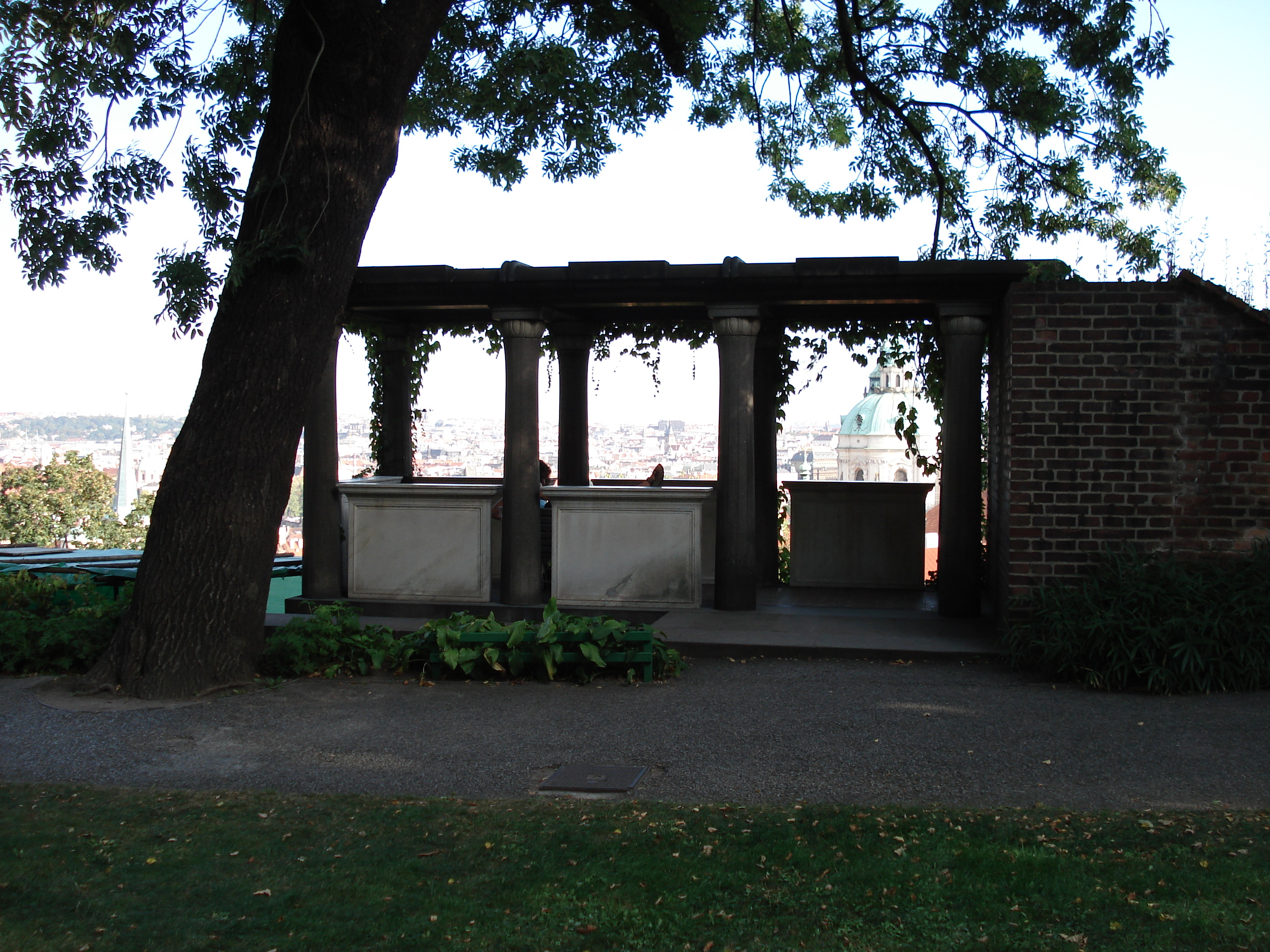
Belvédère du « Jardin sur les Remparts ».
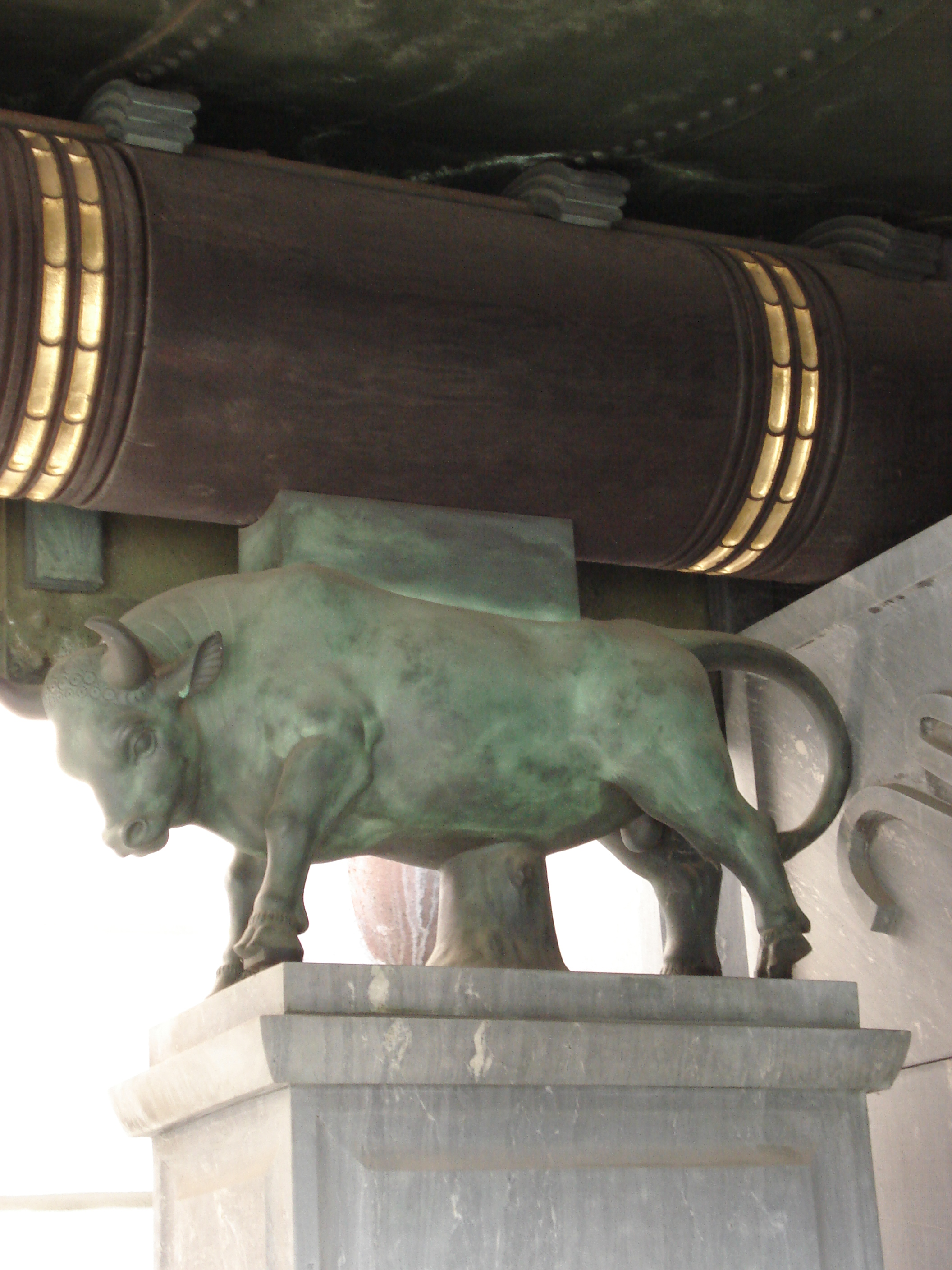
Détail de la porte reliant la Troisième Cour et le « Jardin sur les Remparts ».

Au sud, Plečnik entreprend des modifications du « Jardin du Paradis » (Rajská zahrada) et refonde le « Jardin sur les Remparts » (Zahrady na valech). Le « Jardin du Paradis » consiste pour l'essentiel en une criée d'escalier permettant de joindre la place au Jardin sur les Remparts situé en contrebas ; une énorme vasque monolithique de granit accueille le visiteur au pied d’un monumental escalier. Plus loin, le long des remparts, Plečnik dispose gloriette, pergola, volière, fontaine, obélisque, terrasse panoramique pour apprécier la vue sur Malá Strana et la Vieille-Ville, le tout de façon réfléchie pour multiplier les axes et les points de vue, agençant cadre et lignes de fuite. On lui doit également l’escalier qui relie la Troisième Cour et le Jardin sur les Remparts, percé dans l’aile thérésienne et placé dans l’axe qui rejoint la Porte d’Or de la cathédrale Saint-Guy, le clocher de Saint-Nicolas de Malá Strana et le château de Vyšehrad sur la rive sud de la Vltava, axe qu’il souligne d’un obélisque sur les remparts.

### Sous le communisme
Pendant cette période que les Tchèques appellent la « Totalité » en référence au caractère totalitaire du régime en place, le château est une « Belle au bois dormant », les dignitaires de la nomenklatura communiste ont un rapport ambigu envers cette construction qui leur rappelle le féodalisme et la Première République « bourgeoise » mais qui n’en est pas moins le symbole de l’autorité de l’État et de la nation tchécoslovaque.
Aux appartements présidentiels aménagés pour Masaryk, les premiers secrétaires du Parti communiste préfèrent la villa plus « modeste » que le président Beneš s’est fait construire dans les jardins royaux.

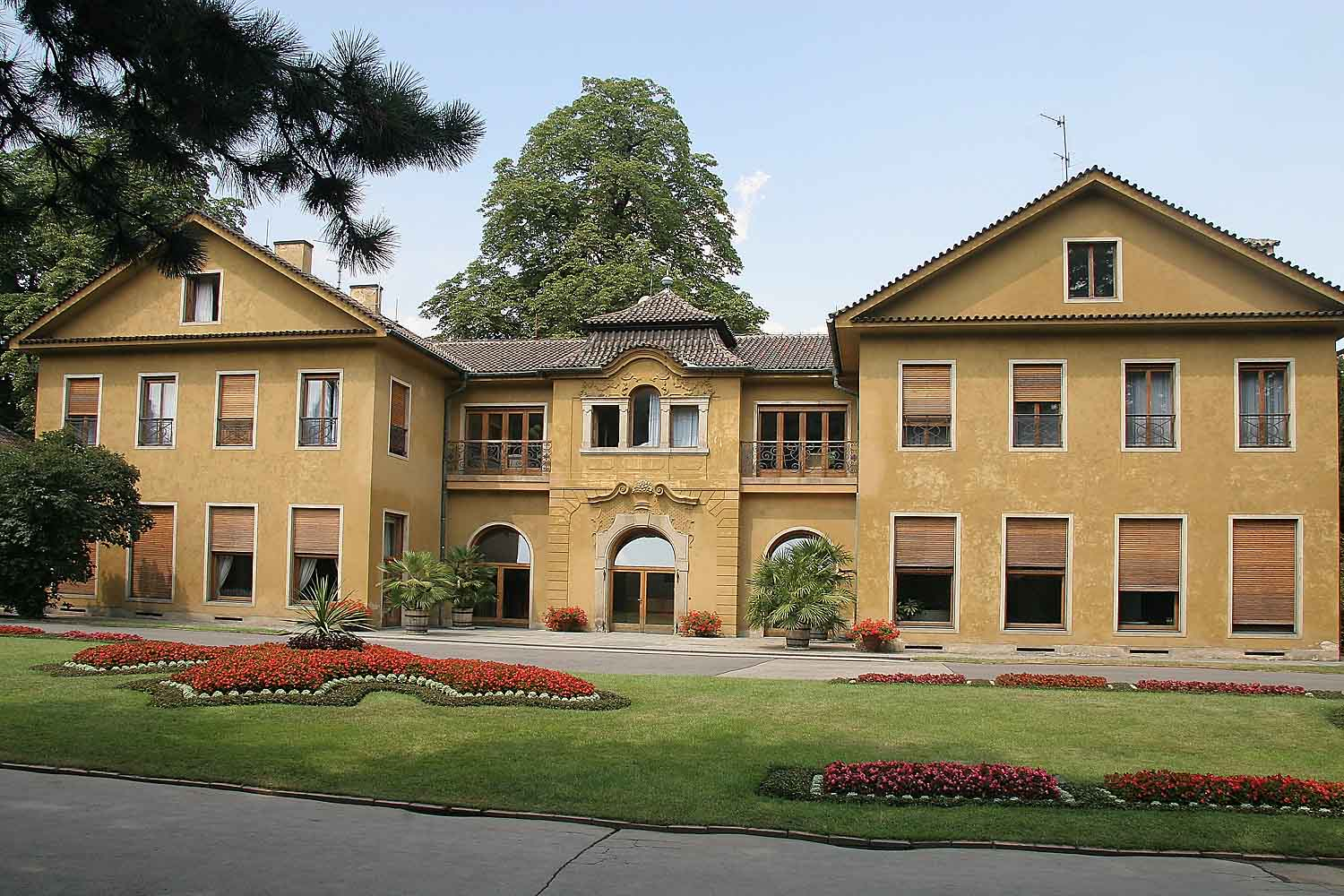
Villa du président Edvard Beneš dans les jardins royaux.

Quelques modifications mineures sont entreprises : outre l’achèvement susmentionné des projets de Plečnik, un centre d’information pour touristes étrangers doté d’un bureau de change (on se souvient sans doute de la ségrégation opérée entre les habitants et les étrangers systématiquement soupçonnés par le régime communiste) conçu par l’architecte M. Firbas ; la maison du maire du palais (Staré Purkrabství), une construction Renaissance sise derrière la basilique Saint-Georges, est aménagée, sous la direction de l’architecte Josef Hlavatý, pour recevoir un musée des Jouets et devenir la Maison des Enfants tchécoslovaques (Dům čs. dětí) dont le patio est orné d'une sculpture symbolisant La Jeunesse par Josef Vacek ; le Pavillon du Jeu de Paume dans les jardins royaux est restauré et accueille un espace d’exposition temporaires sur les plans de Pavel Janák.
À cette époque encore, le Conseil idéologique du château de Prague confie au département d’histoire de l’art de l’Académie des sciences tchécoslovaque le soin d’inventorier et d’analyser ce qui reste des anciennes collections royales et impériales entreposées dans les réserves. Quelques bonnes surprises en découlent. En dépit de la vente des collections de Rodolphe II et de la concentration à Vienne de la plupart des pièces de valeur des collections habsbourgeoises, on recense encore des toiles du Tintoret, de Rubens, du Titien, de Véronèse, etc. qui permettent de mettre sur pied une galerie de peinture.

### Après la révolution de Velours

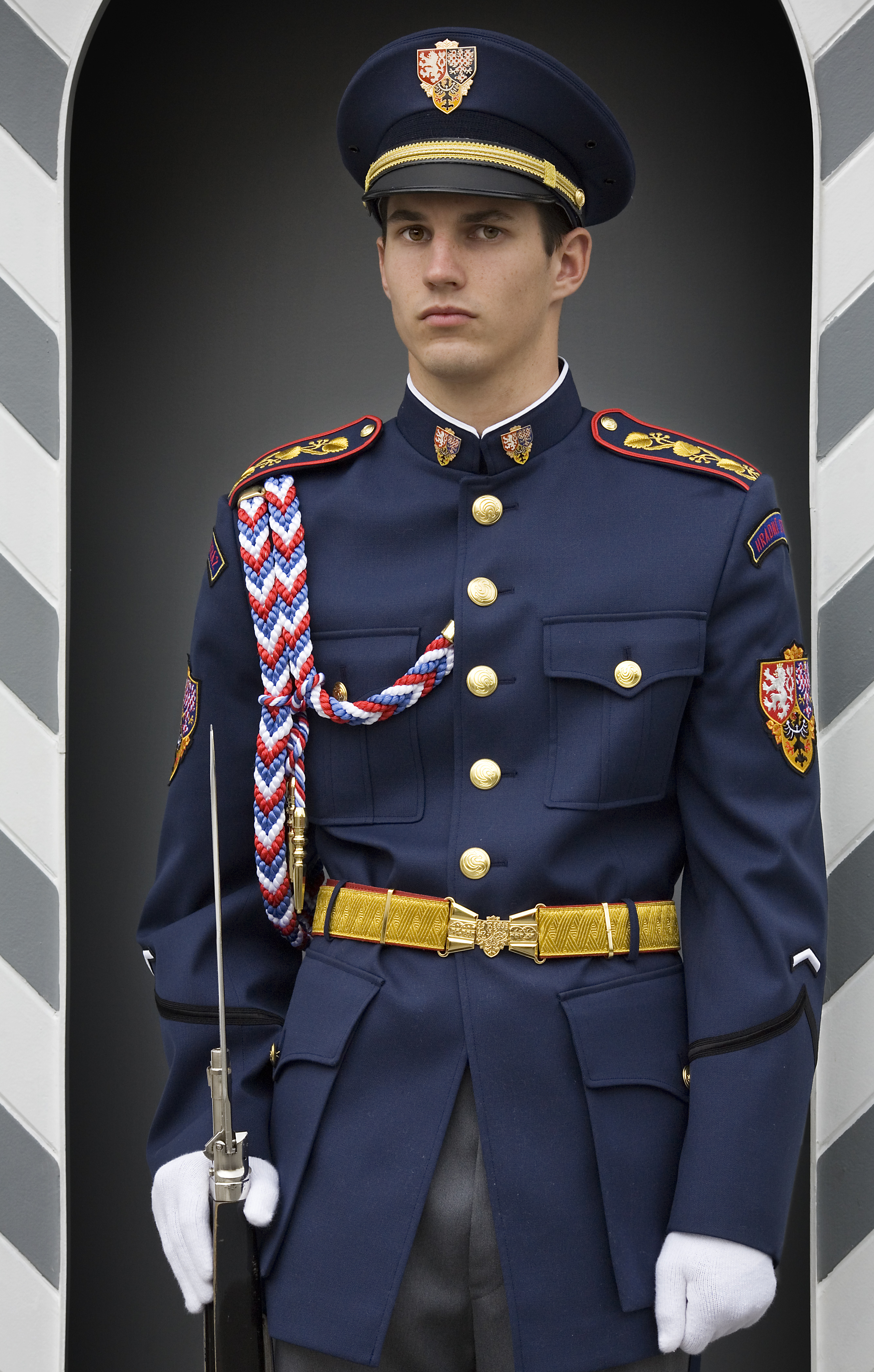
Gardien au château de Prague, en 2008.

À la suite de la chute du communisme (conséquence de la révolution de Velours) et de son élection comme président de la république tchécoslovaque, Václav Havel nomme Bořek Šípek, professeur à l'Académie des arts appliqués de Prague, au titre d'architecte du château. On note le parallélisme avec son illustre prédécesseur, Tomáš Masaryk, qui avait nommé Jože Plečnik, professeur à la même académie. Šípek mène à terme la conception des espaces d'exposition de la pinacothèque du château et conçoit l'ameublement des bureaux de la présidence. Dans le Jardin royal, la construction d'une nouvelle orangerie est confiée à l'architecte britannique d'origine tchèque, Eva Jiřičná.
Après la révolution de Velours, l'État tchécoslovaque puis tchèque entreprend la restitution des biens confisqués ou nationalisés par le régime communiste après le coup de Prague de 1948. Une longue bataille juridique s'engage, en 1992, entre la hiérarchie catholique et les instances de l'État sur la propriété (hautement symbolique) de la cathédrale Saint-Guy. La cour d'appel juge, en juin 2006 qu'étant donné qu'en 1954, les autorités communistes avaient placé la cathédrale sous la gestion de l'État, la propriété de la cathédrale n'avait jamais été formellement annulée par le pouvoir communiste. Il ne peut y avoir privatisation puisqu'il n'y a pas eu nationalisation. En février 2007, la Cour suprême annule le verdict précédent de la cour d'appel et la cathédrale redevient propriété de l'État tchèque. Des négociations sont en cours entre les représentants de l'État et de la hiérarchie catholique pour trouver un compromis sur la gestion de la cathédrale.

## Plan

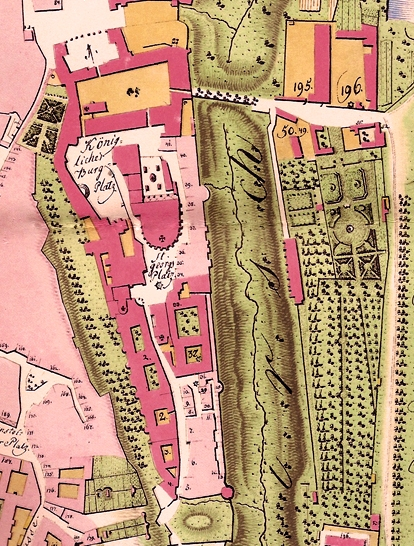
Plan du château de Prague dressé par Franz Hegert en 1791.

Plan précis.

Ce plan de 1791, dressé par František Hegert, montre, en rose foncé, le château au centre, entre Malá Strana sur la gauche (sud) et le système de fortifications « à la Vauban » sur la droite (nord). Entre les fortifications et le château, on distingue le Fossé aux Cerfs (Hirsh Graben sur le plan, Jelení příkop en tchèque) et les Jardins royaux délimités à l'est (en bas) par le belvédère de la reine Anne et au nord (en haut) par les écuries (no 195 et 196 sur la carte), en leur milieu, et surmontant le Fossé aux Cerfs, le Pavillon du jeu de paume.
De la cathédrale, au centre du château ne sont édifiés que le chœur et la tour ouest, le transept ne sera fini qu’au XXe siècle. Mais, à l'exception de l'achèvement de la cathédrale, le plan n'a que très peu changé depuis le XVIIIe siècle. Au sud de la cathédrale, la place du château royal (Königlicher Burg platz sur le plan, Královské hradní náměstí en tchèque) est désignée de nos jours sous le vocable de « Troisième Cour », la Deuxième Cour étant située à l’ouest (en haut de celle-ci sur la carte) et la Première Cour précédant celle-ci.
La Première Cour est, comme on l'a vu, conçue au XVIIIe siècle. Une entrée monumentale surmontée de statues de titans en lutte la sépare de la place de Hradčany. La porte de Matthias la sépare de la Deuxième Cour. Au sud, les appartements de la présidence de la République, au nord, une aile abrite les espaces de réception conçus par Jože Plečnik et conduisant vers la Salle Espagnole. La cour abrite l'arbre des Habsbourg, réputé pour amener richesse, santé, force et beauté à qui touchera ses racines. Il s'agit d'un vieux chêne centenaire dont la base se divise en plusieurs troncs, et dont la sauvegarde est assurée par les jardiniers royaux.
La Deuxième Cour présente une sévère façade baroque qui enserre, au nord, la Salle Espagnole et la pinacothèque du château de Prague et une porte qui donne accès au pont qui enjambe le Fossé aux Cerfs vers les écuries et les Jardins royaux. Au sud, le bâtiment dit « municipal » et, distincte des ailes environnantes, la chapelle Sainte-Croix qui abritait autrefois les joyaux de la couronne des États de Bohême et sert aujourd'hui de centre d'information et d'accueil pour les touristes. La fontaine Kohl est installée dans la cour.
La Troisième Cour naît, en 1541, des suites du grand incendie qui a ravagé le château, sur les fondations de maisons romanes et gothiques déblayées alors. Dans son angle nord-ouest, l'ancien prévôté est, au départ, le palais épiscopal roman reconstruit au XVIIe siècle, puis (dans le sens des aiguilles d'une montre) la grande tour et la porte d'Or de la cathédrale Saint-Guy, l'entrée de l'Ancien Palais royal (dont l'architecture gothique est, depuis la place, dissimulée derrière une façade baroque) et, au sud, le bâtiment dit « municipal » qui abrite diverses administrations de la présidence de la République et du château.
Depuis celle-ci et en longeant le Palais royal, on rejoint la place Saint-Georges (St Georg Platz sur le plan, Nádvoří sv. Jiří en tchèque). La façade de la basilique et du cloître St Georges fait face au chevet de la cathédrale. Entre eux, l'Établissement des nobles dames avec son portique à colonnes coiffé d’un demi-dôme. Il date de l'époque de Marie-Thérèse d'Autriche qui y fonde dans les années 1750 un ouvroir pour les jeunes filles de la noblesse et est l'œuvre d'Anselmo Lurago qui remplace alors le palais Renaissance des seigneurs de Rožmberk dont il porte encore parfois le nom.
En descendant la rue George (Jiřská ulice), la plus ancienne artère du château, on observe successivement :
- l'ancien palais du Burgrave (1541, arch. : Giovanni Vintura), transformé dans les années 1960 du siècle dernier en Musée des Enfants par l'architecte J. Hlavatý. On ne manquera pas d'y admirer les ancêtres des jouets en bois qui fourmillent dans les magasins « pour touristes » de la Vieille-Ville ;
- le Palais Lobkowicz construit vers 1680 par Carlo Lurago en Baroque primitif. Vues depuis la Vieille-Ville, ses austères façades encadrent de manière idéale avec l'aile thérésienne la modénature Renaissance de l'Ancien Palais royal ;
- en tournant vers le nord, on tombe sur la Ruelle d'Or (lire ci-dessous) ;
- la tour Noire (Černá věž), tout au bout de la rue, sert depuis toute antiquité de porte d’accès fortifiée, une belle barbacane en défend les abords et ajoute au pittoresque ;
- cette dernière donne sur les Vieilles Marches Châtelaines (traduction mot-à-mot de Staré zámecké schody) qui descendent en pente douce vers Malá Strana[21].

### La Ruelle d'Or

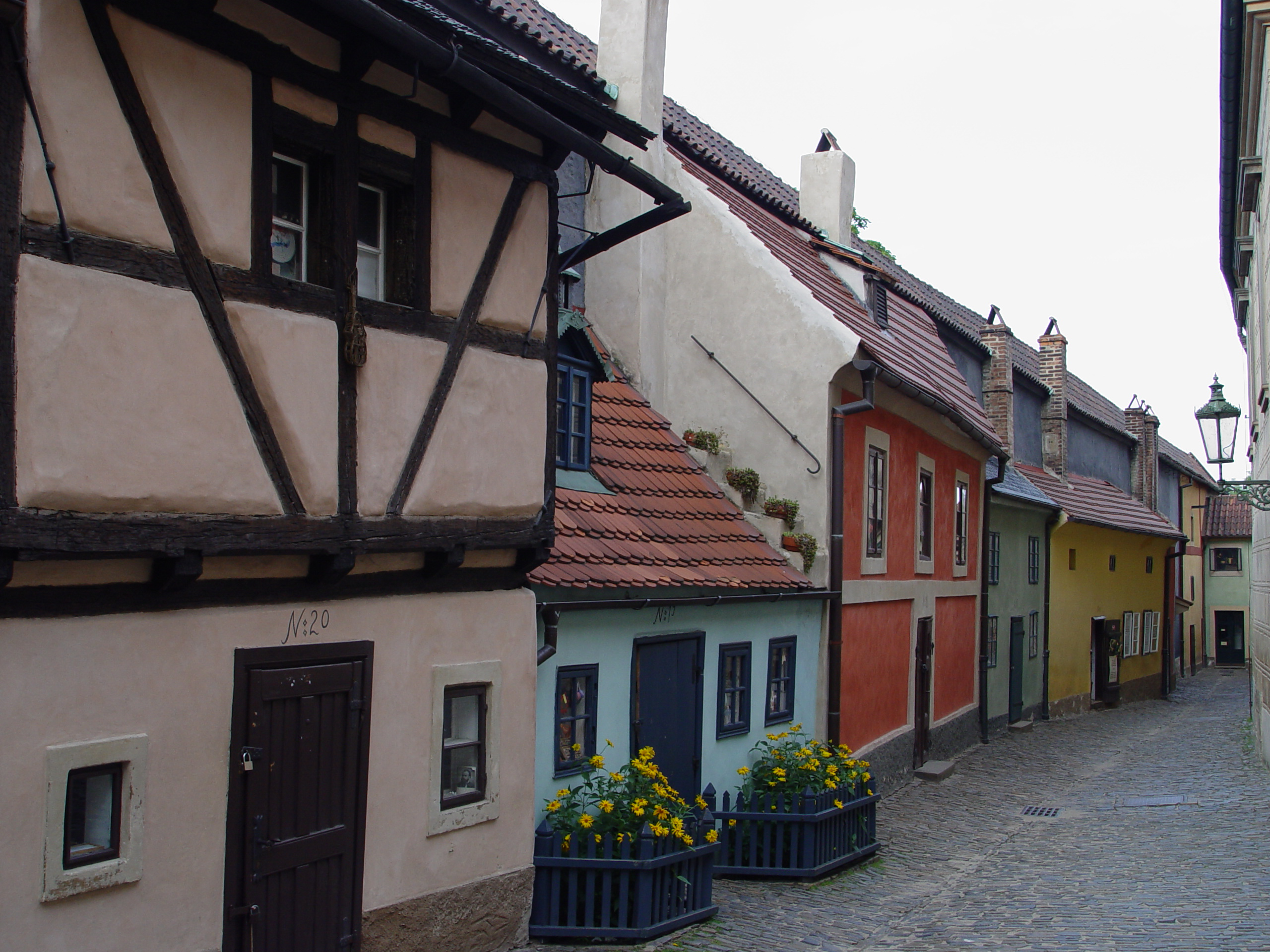
La Ruelle d'Or.

Le long de la muraille nord qui donne sur le fossé aux Cerfs, la Ruelle d'Or (Zlatá ulička) est formée d'une rangée de maisonnettes miniatures, certaines pas plus hautes qu'un homme, qui s'adossent au mur d'enceinte entre la Tour Blanche et la Tour de Dalibor (Daliborka).
À l'origine, cette ruelle était large d'un mètre avec des maisonnettes de chaque côté. Celles-ci étaient habitées par les archers du roi, défenseurs du château. Pendant un certain temps, une prison féminine s'y trouva également. Avec le temps, la fonction d'archer perdit son importance. Les petits bâtiments sont alors habités par des artisans, des fonctionnaires. Plus tard, elle est même habitée par les pauvres de la ville.
Incongrues dans ce complexe palatin, les petites maisons de la Ruelle d'Or symbolisent parfaitement l'aspect magique de Prague. Une légende tenace s'y rapporte qui en fait le lieu de résidence des alchimistes de l'empereur Rodolphe II (il y logea en fait ses archers et expulsa les pauvres de Malá Strana qui s'y étaient construits des cabanes après le terrible incendie de 1541). Dans le drame Král Rudolf, Jiří Karásek ze Lvovic fait dire à John Dee : « j'aime cette magnifique ville de Prague, unique et envoûtante comme son roi mélancolique. Crois-moi, cette ville sinistre envoie une bouffée de folie dans le cerveau de ceux qui y élisent domicile. Toute l'âme de la ville est dans cette Ruelle d'Or où Rodolphe a installé les fourneaux de ses alchimistes. On y trouve condensés une telle vigueur, un tel magnétisme de forces occultes qu'on y réussit ce qui ailleurs a échoué. » Franz Kafka y a habité quelque temps, en 1916–1917. Il n'est pas interdit de penser qu'il s'en est inspiré quand il décrit le château, dans son roman homonyme comme un « amas de petites maisons » délabrées et pressées les unes contre les autres.
Les maisonnettes ont été transformées en magasins qui vendent des articles pour les nombreux touristes qui ne manquent pas de la visiter.

## Représentations du château de Prague
Le château de Prague figure sur les premiers timbres-poste de la Tchécoslovaquie indépendante, fin 1918, ainsi que sur un billet de 100 couronnes de Bohême et de Moravie.

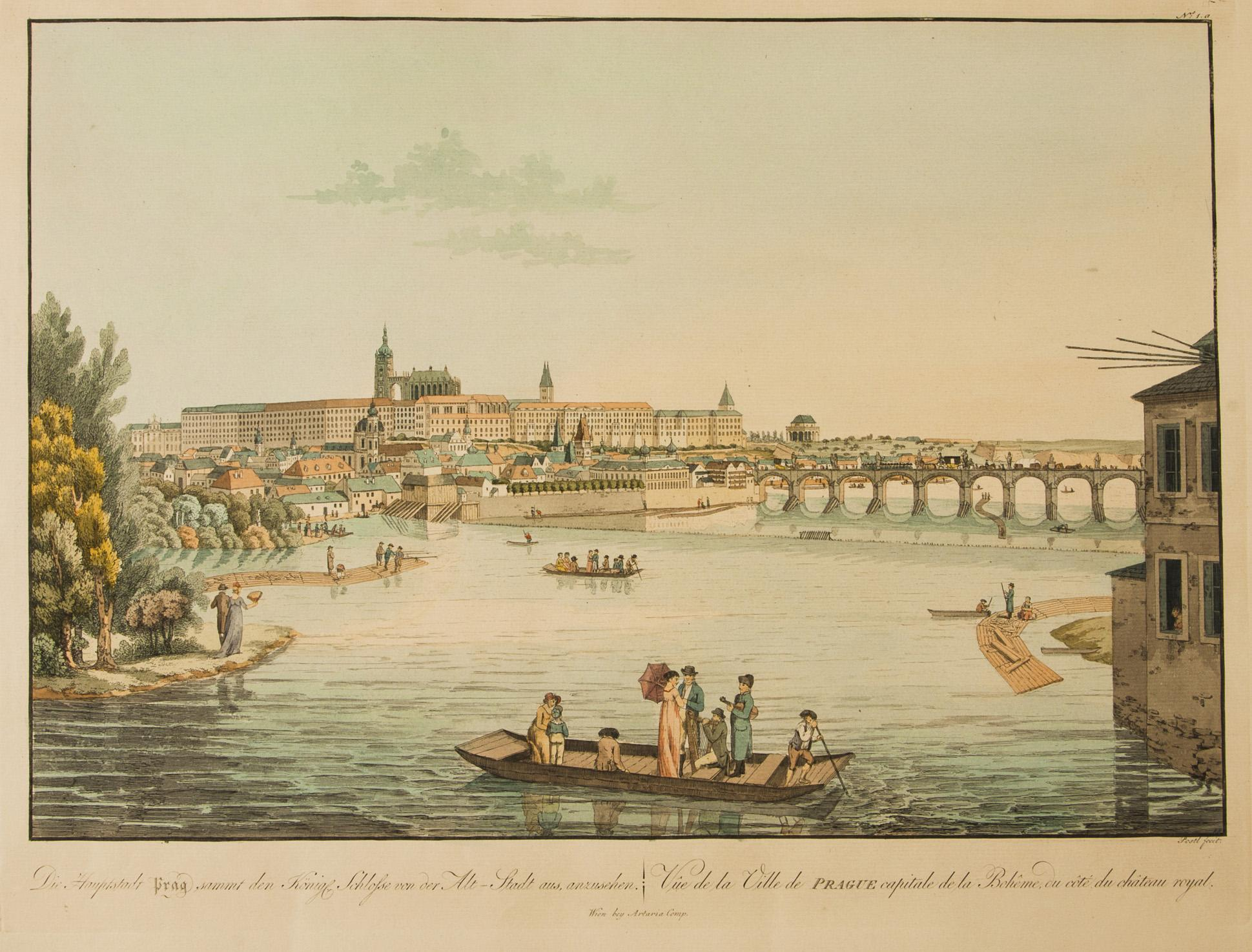
Gravure de Karel Postl (1769–1818).
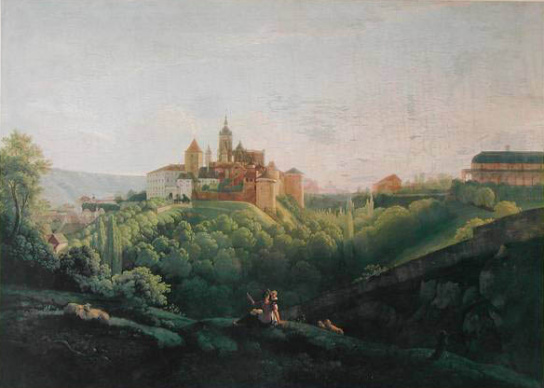
Tableau d'Antonín Mánes (1784–1843).
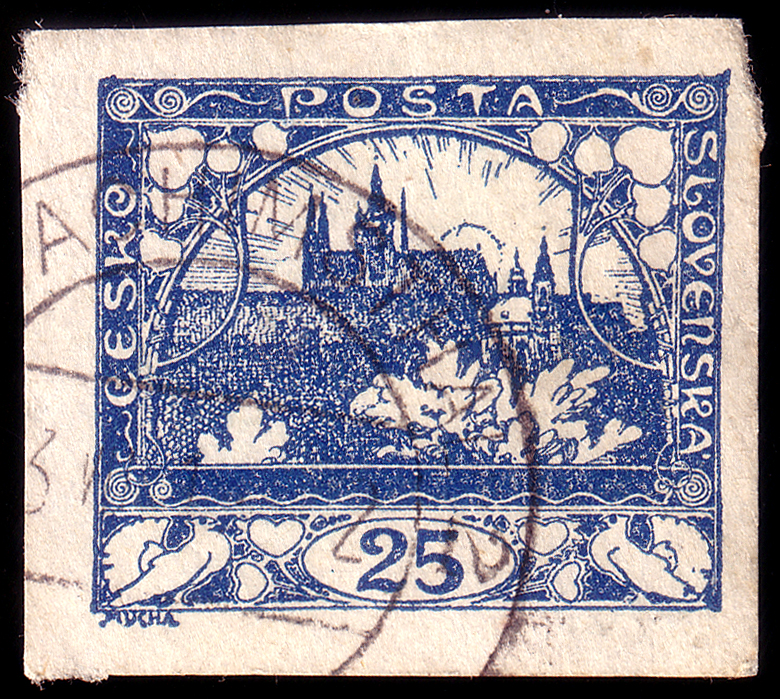
Timbre-poste de 25 couronnes émis en 1918.
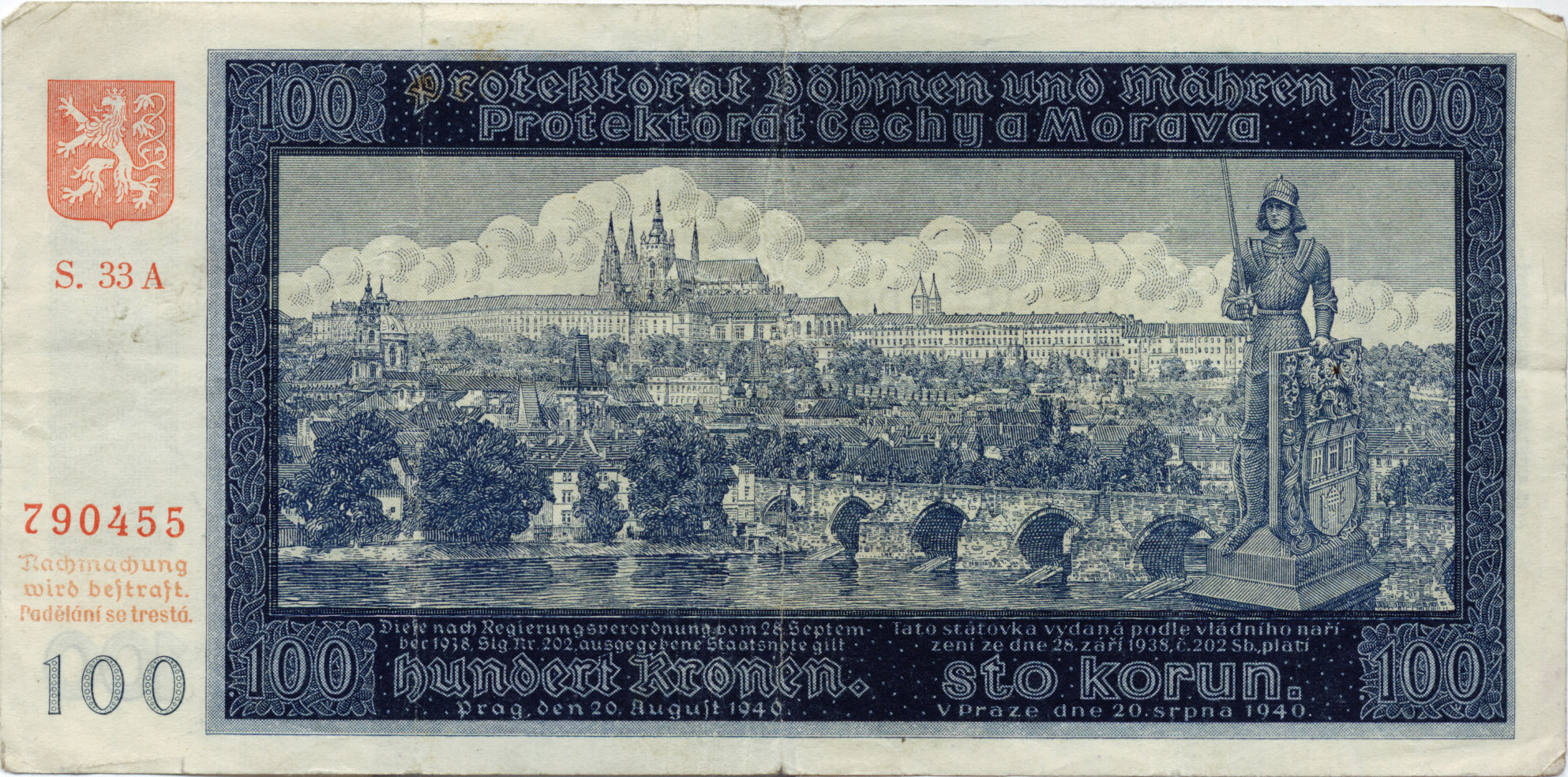
Billet de 100 couronnes de Bohême et de Moravie (1940).

### Bibliographie

Le drapeau des présidents de la République flotte sur le château quand ils y sont présents.